# Tapis persan
Pour les articles homonymes, voir Tapis (homonymie).

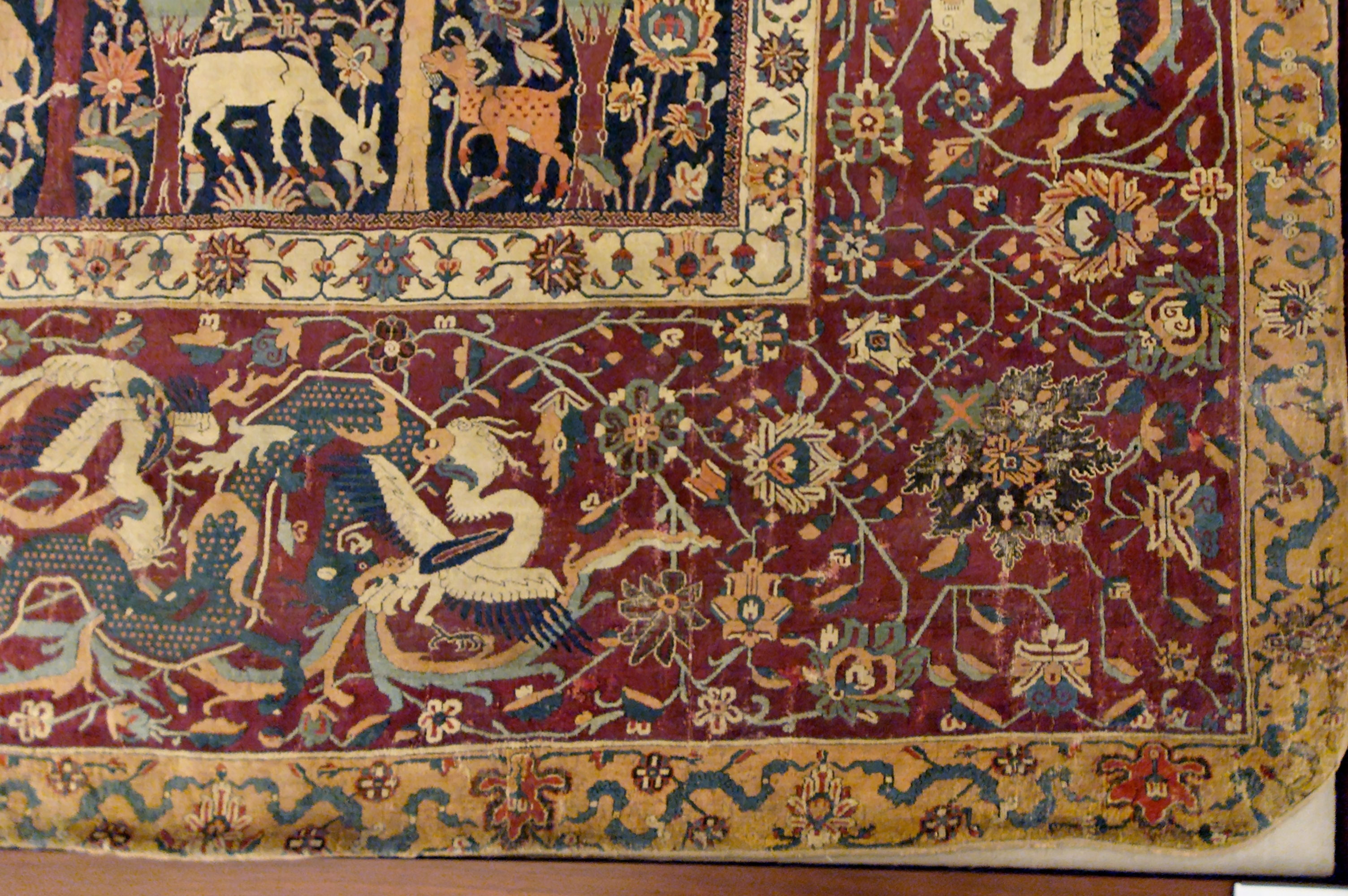
Détail du « tapis de Mantes » (Iran du nord-ouest, XVIe siècle) qui représente des scènes animalières et des scènes de chasse. Musée du Louvre, OA 6610.

Le tapis persan est un élément essentiel et une des manifestations les plus distinguées de la culture et de l'art persans, dont les origines remontent à l'âge du bronze.
Le luxe auquel est associé le tapis persan fournit un contraste saisissant avec ses débuts modestes parmi les tribus nomades de Perse. Le tapis était alors l'article nécessaire contre les hivers rudes. Depuis, il est devenu un mode d'expression artistique par la liberté qu'autorise notamment le choix des couleurs vives et des motifs employés. Les secrets de fabrication sont transmis de génération en génération. Les artisans utilisaient les insectes, les plantes, les racines, les écorces et d'autres matières comme source d’inspiration.
À partir du XVIe siècle, la fabrication des tapis s'est développée jusqu'à devenir un art à part entière.

## Histoire

### Premiers tapis

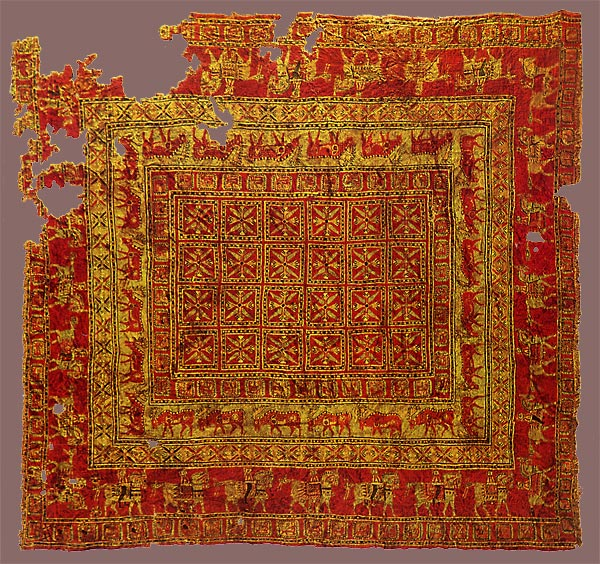
Photo du tapis Pazyryk datant du Il fut découvert en Sibérie sur le plateau de l'Oukok, où vivait le peuple pazyryk.

Avec le temps, les matériaux utilisés dans les tapis, dont la laine, la soie et le coton, se dégradent. C'est pourquoi les archéologues n'ont pas pu faire de découvertes intéressantes sur les traces les plus anciennes.
Dans une seule fouille cependant, menée en 1949, un exceptionnel tapis Pazyryk a été découvert au milieu des glaces de la vallée Pazyryk, dans les monts Altaï en Sibérie. Il se trouvait dans la tombe d'un prince scythe mise au jour par un groupe d'archéologues russes sous la supervision de Sergueï Roudenko. Les tests au carbone 14 ont montré que ce tapis avait été tissé au Ve siècle av. J.-C. Il mesure 1,83 mètre de large sur 2 mètres de long et compte 3 600 nœuds symétriques par décimètre carré. La technique avancée de tissage utilisée sur ce tapis indique une expérience certaine dans la maîtrise de cet art. La plupart des experts pensent que le tapis Pazyryk est l'aboutissement d'une longue évolution de la technique de fabrication du tapis d'au moins un millénaire. D'après cette théorie, l'apparition de la technique du tissage de tapis daterait donc d'au moins 3 500 ans.
Mais tout ce qu'il reste comme traces du tissage de tapis aux temps anciens se limite à quelques pièces de tapis mal conservées. Ces fragments n'aident pas à reconnaître les caractéristiques des techniques de tissage de tapis de la période pré-seldjoukide (XIe - XIIe siècle) en Perse. Il existe cependant des mentions écrites de l'existence du tapis en Asie occidentale au cours de l'époque préislamique, mais il est impossible de savoir s'ils étaient noués ou tissés. Quelques fragments de tapis nous sont parvenus de l'époque sassanide, découverts à Shahr-e Qumis.
Les plus vieilles pièces découvertes sont celles trouvées dans l'Est du Turkestan, datant du IIIe au Ve siècle de l'ère chrétienne, ainsi que quelques tissages à la main des Seldjoukides d'Asie mineure qui sont exposés dans la mosquée Ala'edin à Konya et dans la mosquée Ashrafoghlu à Beyşehir, en Turquie. Ces pièces ont attiré l'attention des chercheurs au début du siècle dernier et sont maintenant conservées au Musée des arts turcs et islamiques à Istanbul et au musée Molana à Konya.

### Arrivée en Europe
D'après Kurt Erdmann, les tapis d'Orient n'ont pas été importés en Europe avant le XIIIe siècle. En effet, des tapis présumés d'origine persane apparaissent sur les tableaux de Giotto (1266-1337), qui semble être le premier à les représenter, puis sur des œuvres de Van Eyck (v. 1390-1441), Mantegna (1435-1506), Van Dyck (1599-1641) et Rubens (1577-1640). Ces tapis achetés par les Européens étaient de trop grande valeur pour être posés sur le sol, telle que le voulait la pratique en Orient. Les termes utilisés dans les inventaires vénitiens indiquent qu'ils étaient placés sur des tables (tapedi da desco, tapedi da tavola) et des coffres servant de sièges (tapedi da cassa) ; les peintures européennes confirment ces usages (cf. le Portrait d'un sénateur de L. Bassano).

### Naissance de l'industrie du tapis en Perse

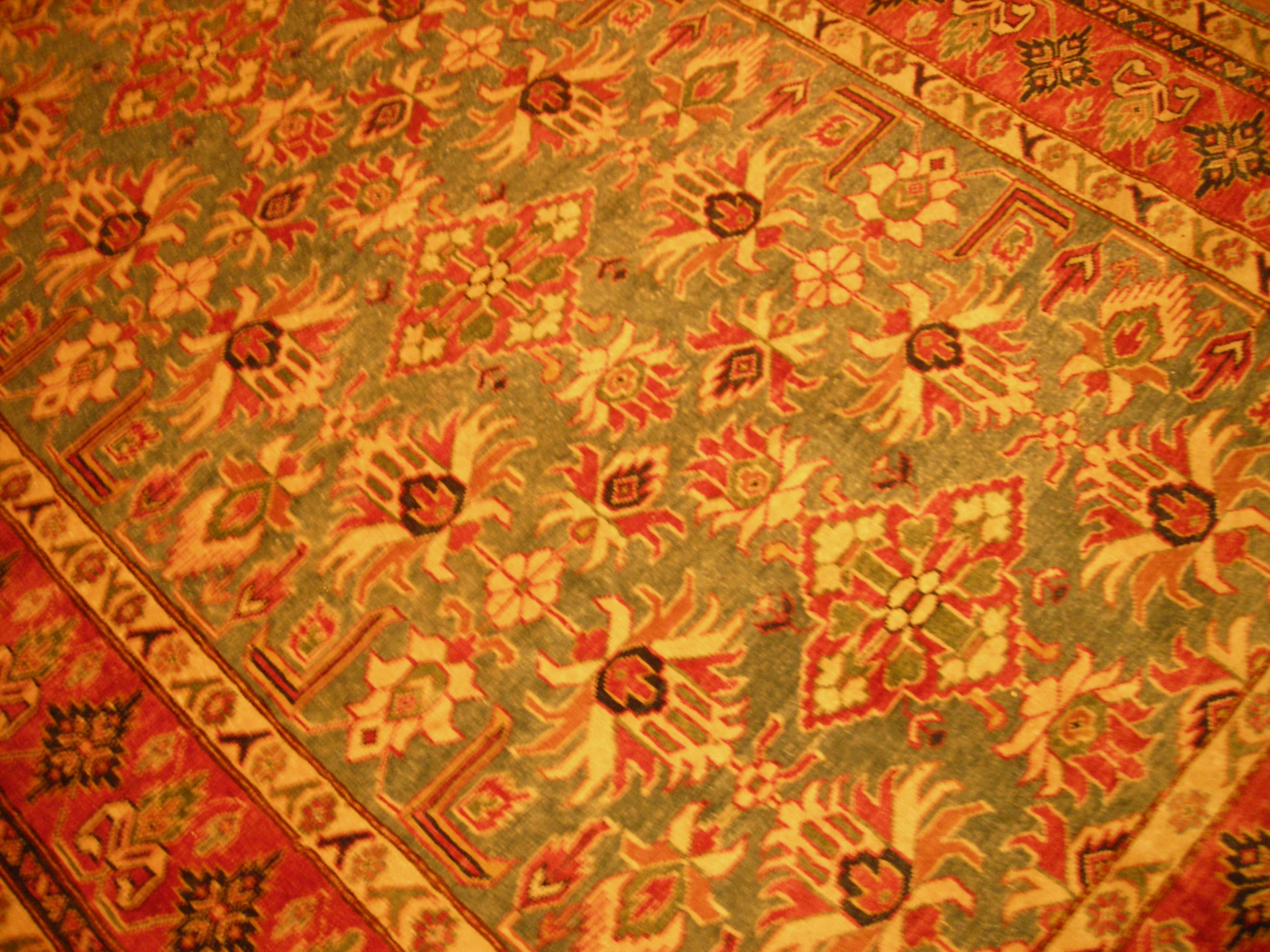
Un tapis persan

De nombreux tapis (entre 1 500 et 2 000) ont été conservés depuis la période safavide, mais la datation et l'établissement de la provenance de ces tapis restent très difficiles. Il en subsiste aussi de l'ère Qajar et Pahlavi en nombre encore plus grand. Les inscriptions (cf. ci-dessous) sont une indication précieuse pour déterminer les artisans, les lieux de fabrication, les commanditaires, etc. De plus, une fois qu'un tapis a été fabriqué et est resté dans un endroit précis, il permet d'identifier les autres pièces qui lui sont relatives.

#### Industrie juive
Le premier tapis tissé par les Juifs et qui nous soit parvenu, est une tapisserie murale datée du IIe siècle ap.J.C et ayant pour origine la ville d'Alexandrie. À l'époque de l'Empire des Sassanides (IIIe au VIIe s.), on parle des corporations juives de tisseurs de tapis.
Benjamin de Tudèle, voyageur et rabbin juif espagnol (mort en 1173) a effectué de nombreux déplacements et écrit dans ses récits, : « A la fin du XIIe siècle, une très grande partie de la production des tapis d'Iran provenaient des communautés juives de Hamadân, Ispahân et de Shiraz. »

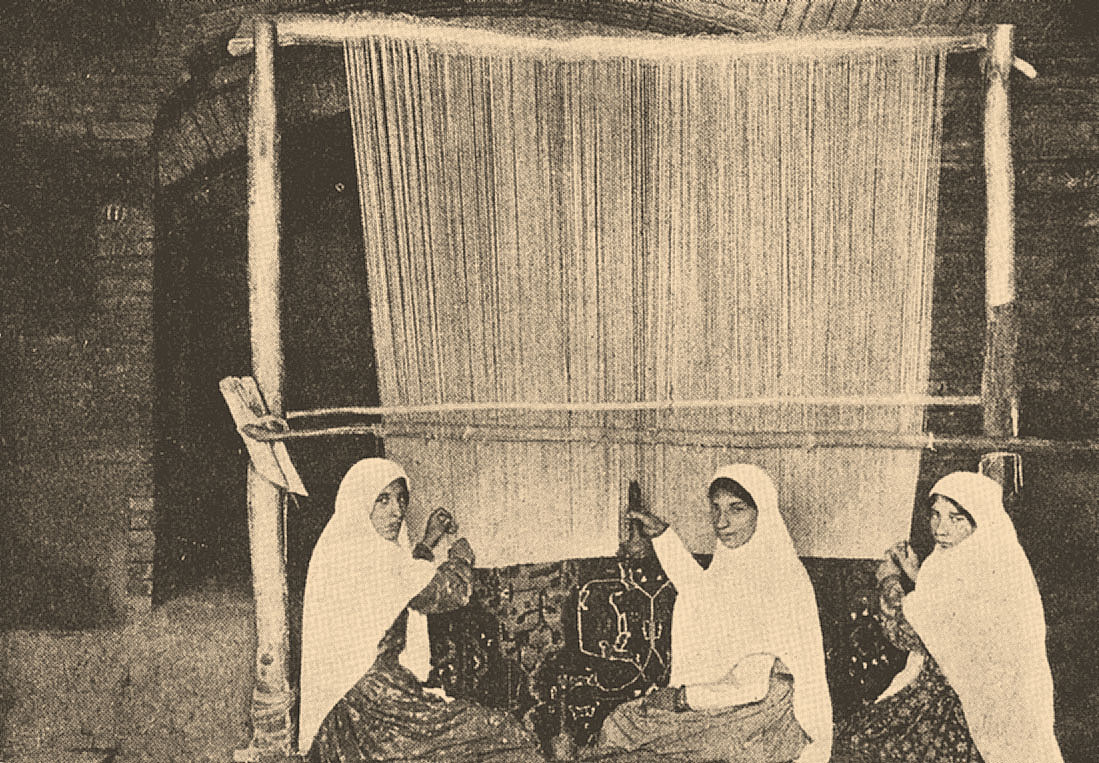
Chez un fabricant juif de tapis persans, av. 1906

Le Shâh safavide Abbâs Ier le Grand (1588-1629) ouvre une nouvelle ère dans l'industrie du tapis en s’installant dans sa nouvelle capitale à Ispahân, accompagné de quelques Juifs et d'Arméniens. Les Juifs étaient réputés pour leur savoir-faire dans la teinture en laine et en soie, et ils faisaient partie des importantes corporations des métiers de tissage. À partir du XVIe siècle, les Juifs se manifestent dans la production et la commercialisation des tapis en Iran mais également en Turquie, Afghanistan, Égypte, Espagne, Bulgarie, Moldavie, Grèce et en Palestine.
Les historiens iraniens et arabes indiquent que la région située entre Ispahân et Tustar (ou Shushtar) était plus connue sous le nom de Yahudistan (pays des Juifs). L'Azerbaïdjan a fourni les célèbres tapis Shirvân, Kubâ et Korabach. L'historien britannique Martin Gilbert, auteur de The Dent Atlas of Jewish History, écrit : « Le sud du Caucase entre l’Iran et la Turquie a été un lieu privilégié dans la culture du tapis.(...). Les Juifs et leurs voisins musulmans ont tissé ces beaux tapis aux couleurs et aux dessins si particuliers dans leur originalité... ». Ce sont les Juifs des Montagnes, précise Anton Felton.
Les villes où les juifs ont été les plus actifs dans le tissage et la commercialisation des tapis sont Mashhad, Kermân, Farahân, Shiraz, Ispahân et Kashân. Cette dernière avait été adoptée par des Juifs expulsés d’Espagne à l’époque de l’Inquisition aux XVe-XVIe siècles. « Il existe des documents historiques, écrit Anton Felton, qui prouvent que cette ville a été un centre de culture juive persane et les tapis Kashân tissés par les Juifs en sont le témoignage ».
Au début du XIXe siècle, on assiste à l'épanouissement de la production des tapis produits par les communautés juives. Les villes de Kashân, Ispahân, Kermân, Tabriz, Sarâb et Jérusalem se font remarquer par la richesse de leurs ouvrages. Quelques-unes de ces pièces, d'une rare finesse, sont conservées dans différentes musées à travers le monde. À titre d'exemple, le Beth Tzedek Museum de Toronto (Canada), possède une douzaine de ces tapis dont un kashân de 1850, où les figures et les dessins retracent l'histoire du peuple juif à l'époque du roi Salomon, associée à l’histoire de l'ancienne Bible. Ce tapis est constitué par 2 000 000 nœuds. Un autre tapis kashân datant des années 1890, montre toute la finesse du travail de tissage fait par les Juifs ; il avait été commandé par Nâser od-Din Shâh (1848-1896) qui voulait l'offrir à son médecin juif, Hakim Nur-Mahmud.

Dans les correspondances des missionnaires anglais du XIXe siècle, on peut lire : « La plupart des tisseurs dans les ateliers étaient composés de femmes juives et chrétiennes ». Les plus habiles d'entre elles sont très recherchées. « Le prix payé, écrit le voyageur écossais (en) James Baillie Frazer dans son récit de voyage en Iran dans les années 1820, pour acheter une veuve turkmène habile dans le tissage des tapis, peut parfois être supérieur à celui que l’on payerait pour une jeune fille à marier ». Les femmes juives de Kermân, Kashân et Téhéran sont particulièrement spécialisées dans le filage de la soie et le tissage brodé appelés brocarts (zarbâft). 

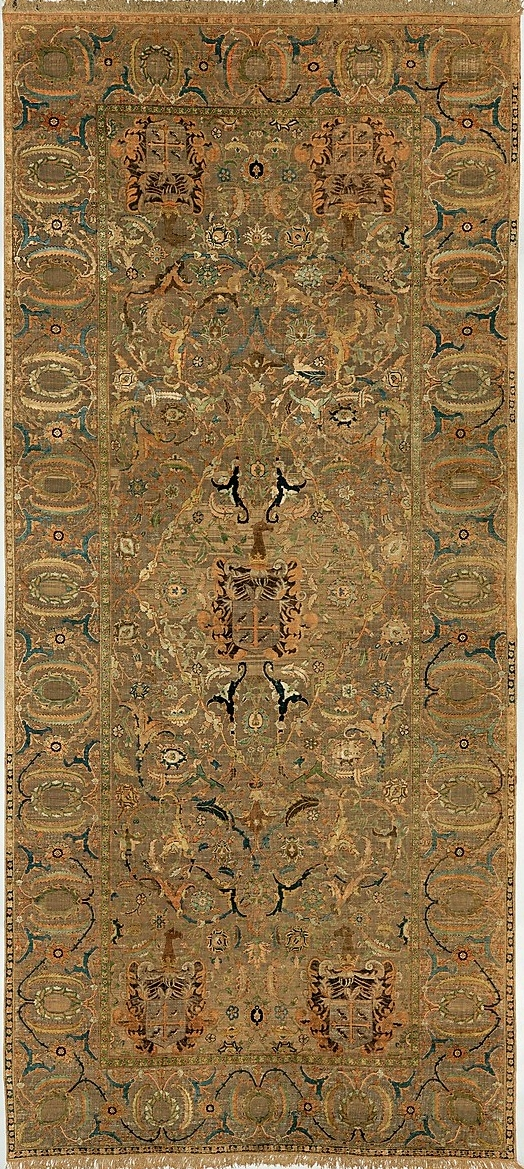
Tapis dit polonais avec emblème de la famille Myszkowski, Perse, milieu du XVIIe siècle, Metropolitan Museum of Art

#### Développement de l'industrie du tapis
Il est généralement accepté parmi les spécialistes que ce sont les Safavides qui ont fait passer le tapis d'une production artisanale assurée par des tribus nomades au statut d'« industrie nationale » dont les produits étaient exportés en Inde, dans l'Empire ottoman et en Europe. L'exportation du tapis a été florissante à la période safavide vers l'Europe (parfois via la colonie portugaise de Goa) et vers l'empire moghol, où les tapis persans ont stimulé la production locale. Quelques tapis safavides ont aussi été transportés par la Compagnie néerlandaise des Indes orientales vers Batavia, Ceylan, la Malaisie, Cochin ainsi que vers les Provinces-Unies même. Des commandes européennes étaient passées en Perse pour le tissage de tapis spéciaux : par exemple, le groupe des « tapis polonais » a sans douté été noué à Ispahan, mais certains portent les armes de Pologne.
Sur la base de récits de voyageurs et d'autres sources textuelles, il apparaît que des ateliers de tapis royaux existaient à Ispahan, Kashan et Kerman. Ces ateliers produisaient des tapis pour les palais et mosquées du Shah, mais aussi pour être offerts aux monarques voisins ou aux dignitaires étrangers, ou encore réaliser des pièces sur commande de la noblesse ou d'autres citoyens. Le commanditaire versait alors du capital sous forme de matières premières et versait un salaire aux artisans pendant la durée du nouage.
Le développement rapide de l'industrie du tapis en Perse à l'époque safavide semble être dû au goût des souverains pour cet artisanat. Ismaïl Ier puis Shah Tahmasp et Shah Abbas le Grand sont connus pour avoir été personnellement intéressés par la production des tapis. On a même supposé que les deux derniers souverains cités se sont personnellement investis dans la production de tapis, notamment par le dessin des motifs. Au cours de leur règne, les productions de tapis persan ont été les plus importantes de toute l'époque safavide.
Bien que les Safavides aient transformé la fabrication du tapis en production nationale, les tribus nomades et les petits ateliers urbains continuèrent à produire des tapis persans, et ce même après l'invasion afghane de 1722, qui mit fin au règne de la dynastie — donc à leur mécénat en faveur de la production de tapis. Il est cependant prouvé que Nâdir Châh et Karim Khân Zand ont fait réaliser des tapis dans le sud de la Perse, renouant ainsi avec le mécénat royal. C'est véritablement avec l'établissement de la dynastie qajare (1797) que la production du tapis fleurit à nouveau, encouragée surtout par la demande locale. L'exportation restait peu répandue jusqu'à ce qu'une conjonction de facteurs fasse exploser les exportations. En effet, au début de la deuxième moitié du XIXe siècle, la pébrine atteint la Perse et fait fortement chuter la production de soie, jusqu'alors une exportation majeure du pays. Parallèlement, une forte demande européenne de tapis d'Orient à la suite de l'exposition de Vienne en 1873, ainsi que l'émergence d'une classe moyenne importante en Grande-Bretagne ouvre un marché important à la Perse, qui cherchait un produit de substitution à la soie pour l'exportation. La demande de ce marché pour les tapis persans est si importante que de grandes quantités de laines sont importées en Iran depuis Manchester.
À partir de la fin des années 1870, la Perse commence à exporter massivement en Grande-Bretagne (deux compagnies anglaise, Messrs. Ziegler & Co. et Hotz & Co. fondent des manufactures en Iran), en France (un acheteur des Grands Magasins du Louvre se fournit annuellement) et aux États-Unis.
Malheureusement, la fin de la période Qajar est marquée par un paradoxe. D'un côté, des tapis de soie somptueux, égalant ceux du XVIIe siècle sont produits, de l'autre côté, la qualité générale des tapis se détériore après l'introduction des colorants de synthèse en Perse, pourtant interdits par le gouvernement en 1877.

### Production contemporaine

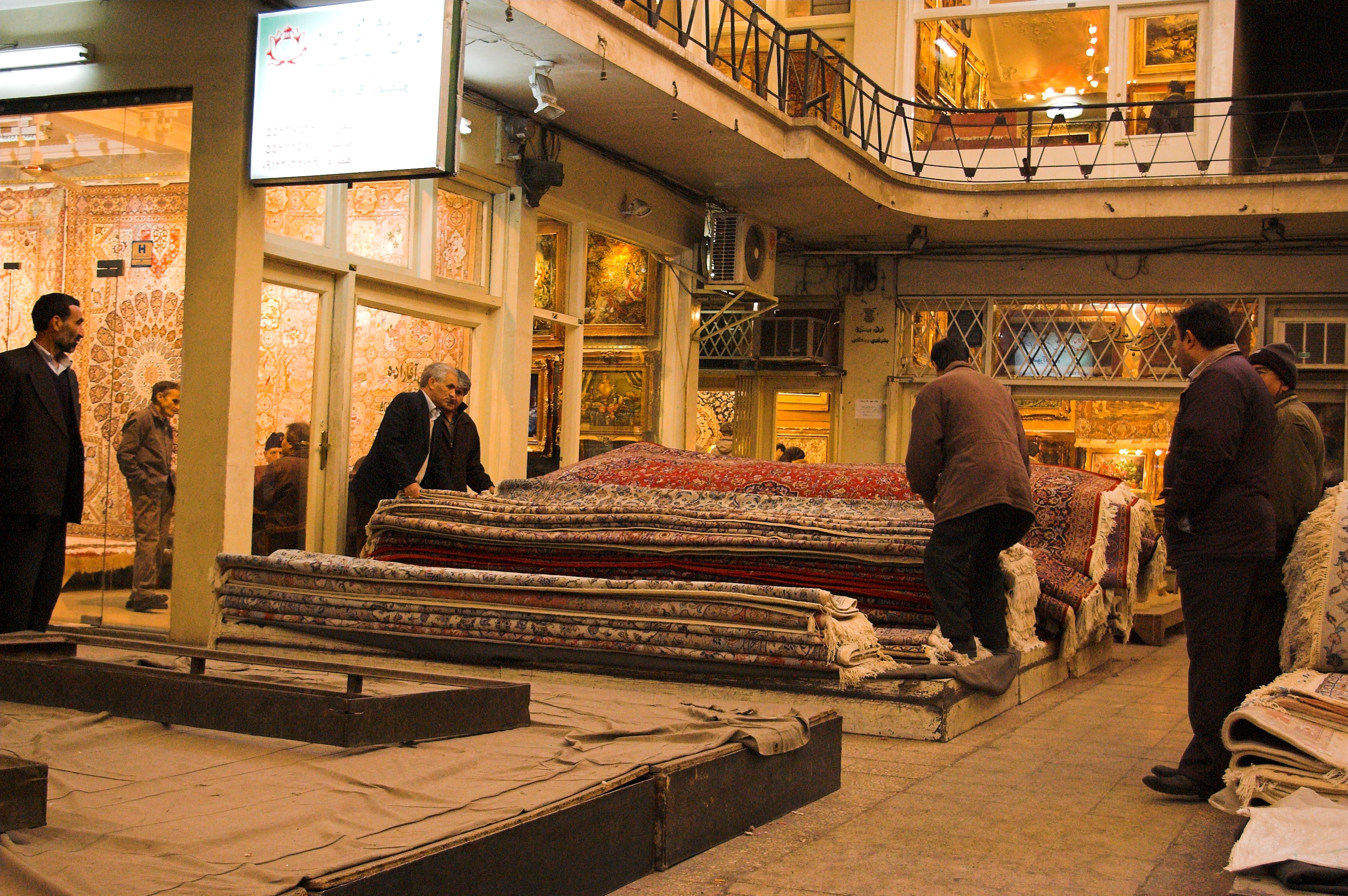
Vente de tapis au grand bazar de Téhéran, 2008.

Les deux guerres mondiales représentent une période de déclin pour le tapis persan. La production repart après 1948, et aboutit à des tapis somptueux grâce au mécénat des Pahlavi. En 1949, le gouvernement iranien organise une conférence à Téhéran pour remédier aux problèmes de baisse de qualité des tapis, constatés depuis plus de soixante ans (utilisation d'aniline et de colorants au chrome, baisse de qualité des dessins, usage du nœud jofti). À l'occasion de cette conférence, une série de mesures est prise par le gouvernement qui aboutit à un renouveau du tapis persan.
La production de tapis persan diminue fortement après la révolution islamique car le nouveau régime considère les tapis comme un « trésor national » et refuse de les exporter en Occident. Cette politique est abandonnée en 1984 étant donné l'importance des tapis comme source de revenus. Les exportations connaissent un nouvel essor à la fin des années 1980 et de la guerre Iran-Irak. Elles font plus que tripler en valeur (de 35 millions US$ à 110 millions US$) et doubler en poids (de 1 154 à 2 845 tonnes) entre mars et août 1986 — ce qui contribue a une baisse mondiale du prix des tapis.
Aujourd'hui, les techniques de tissage traditionnelles sont toujours bien vivantes, même si l'essentiel de la production de tapis est devenue mécanisée. Ces tapis traditionnels tissés à la main s'achètent dans le monde entier et sont généralement beaucoup plus onéreux que ceux réalisés à la machine. On peut admirer de nombreuses pièces très fines de tapis persans au musée du tapis d'Iran, à Téhéran.

## Fabrication

### Le métier et les outils

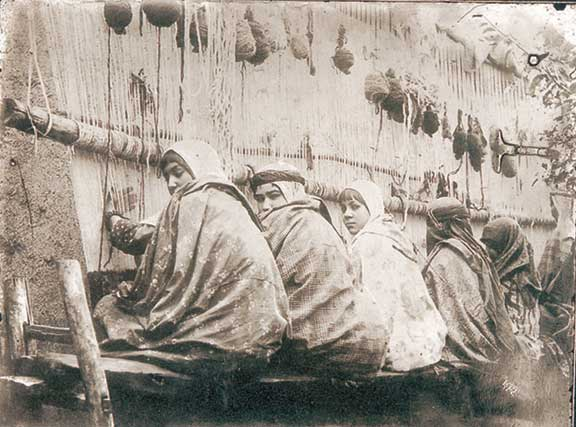
Jeunes femmes tissant un tapis sur un métier vertical (vers 1890). Photo d'Antoin Sevruguin

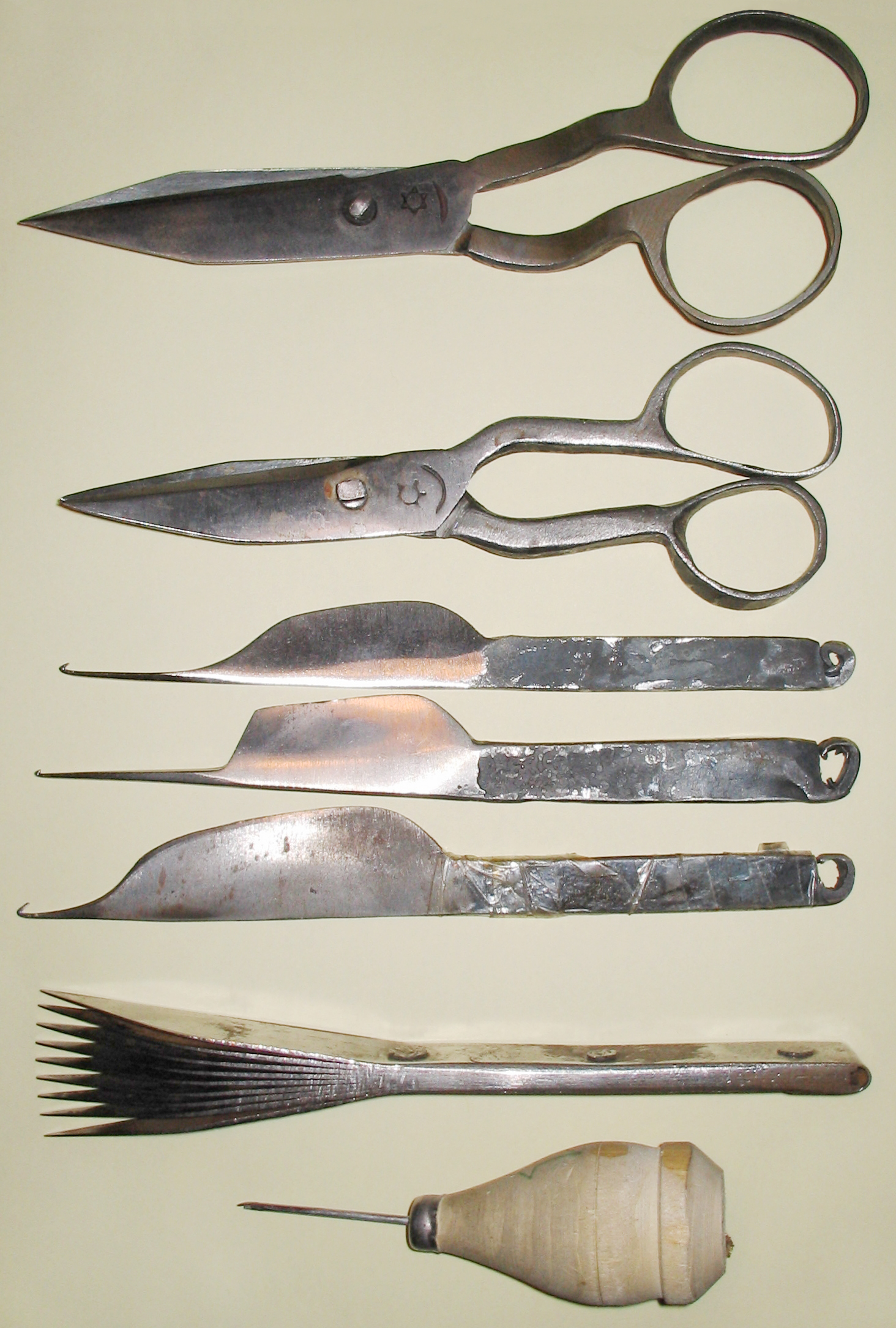
Outils utilisés dans la fabrication des tapis. De haut en bas : ciseaux, couteaux, peigne et aiguille.

Il existe quatre sortes de métiers : le métier horizontal, le métier vertical fixe, le métier vertical de type Tabriz et le métier vertical à ensouples rotatives.
Le métier horizontal est le plus primitif des quatre. Il n'est plus employé aujourd'hui que par des nomades. Il consiste simplement en deux barres de bois entre lesquelles sont tendus les fils de laine dans le sens de la longueur. Durant le travail, les fils de chaîne sont maintenus tendus grâce à deux pieux liés aux extrémités de chaque barre et plantés dans le sol. Ce métier est facilement transportable lorsque la tribu se déplace.
Le métier vertical fixe, employé presque uniquement dans les centres de production de moindre importance, est aussi un modèle rustique. Il consiste en un cadre vertical dont les montants supportent les extrémités de deux barres rondes et parallèles appelées ensouples. Entre ces deux ensouples sont fixés les fils de chaîne. Le tissage commence toujours par le bas.
Pendant le travail, l'ouvrier est assis sur une planche qui repose sur les barreaux de deux échelles fixées aux montants verticaux du métier. Au fur et à mesure que le nouage progresse, la planche servant de siège doit s'élever en même temps que le tapis. Ce type de métier est utilisé pour des tapis dont la longueur ne dépassera pas celle du métier lui-même, c'est-à-dire trois mètres.
Le métier dit de Tabriz représente une amélioration du métier vertical. Il a été inventé par les artisans de cette ville. Il est utilisé un peu partout dans les grands centres de production en Iran. Dans ce type de métier, les fils de chaîne se déroulent de l'ensouple supérieure à la bobine inférieure, sous laquelle ils passent avant de revenir vers l'ensouple supérieure. Ce système offre l'avantage de pouvoir nouer des pièces de longueur égale à deux fois la hauteur du métier.
Le dernier type de métier, à ensouples rotatives, représente la version la plus évoluée du métier vertical. Tout le fil de chaîne nécessaire au nouage du tapis est enroulé sur l'ensouple supérieure, tandis que sur la bobine inférieure s'enroule le tapis au fur et à mesure du travail. Ce métier permet donc de confectionner des pièces de n'importe quelle longueur.
Les outils utilisés dans le travail du tapis sont peu nombreux et très simples. Le couteau sert à couper les brins du nœud; entièrement en métal, il est parfois pourvu d'un crochet qui sert à nouer (surtout à Tabriz). Le peigne est fait de plusieurs lames de métal dont les pointes s'écartent pour former les dents. Il sert à tasser le ou les fils de trame contre la rangée de nœuds. Les ciseaux, plats et larges, sont utilisés pour raser le velours du tapis.

### Les matières premières

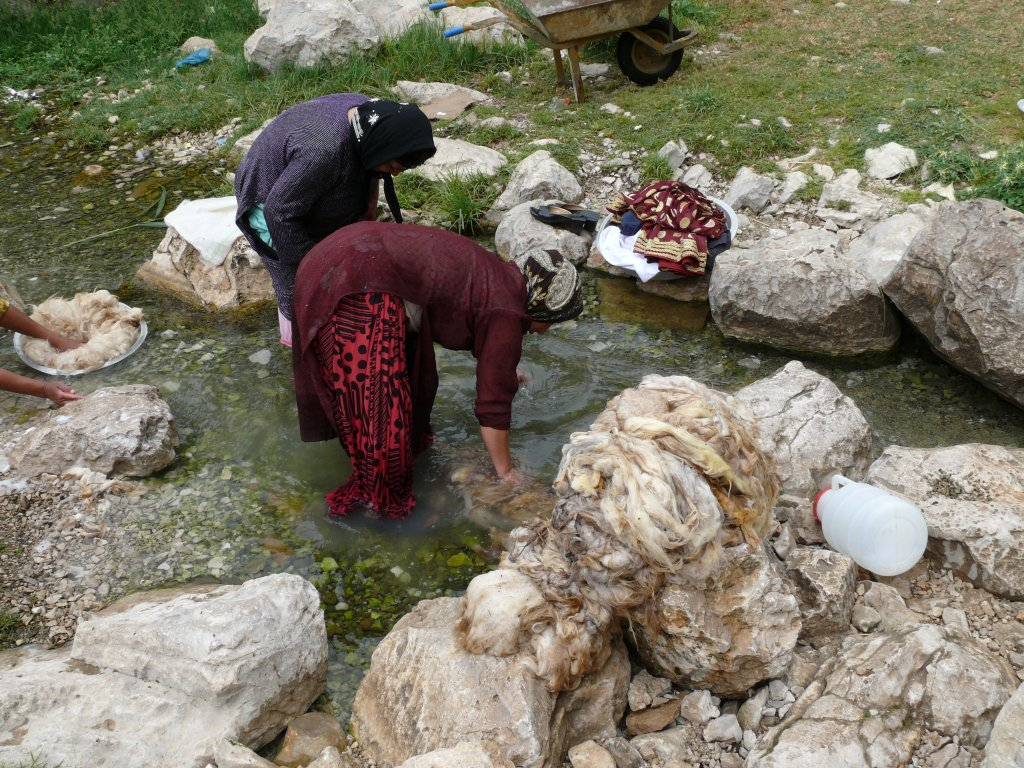
Femmes qashqais en train de laver de la laine.

Les matériaux nécessaires à la fabrication d'un tapis persan sont la laine, la soie et le coton. La laine et la soie sont surtout utilisées pour le velours du tapis, plus rarement pour la chaîne et la trame qui sont généralement en coton. La laine de mouton est la plus utilisée, plus particulièrement celle à fibre longue (prélevée sur les épaules et les flancs de l'animal). La laine d'agneau est aussi très recherchée. On appelle la laine de bonne qualité kurk et celle la plus médiocre est nommée tabachi. Les laines les plus réputées viennent du Khorasan ou des tribus lors et kurdes.
Le coton est utilisé exclusivement pour la chaîne et la trame. Dans certains types de tapis, comme ceux de Qom ou de Na'in, on mélange au velours de laine un fil de soie. Dans les tapis très précieux, le velours est de soie. Pour certains tapis anciens, des fils d'argent, d'or, ou de soie entourés d'un fil de métal précieux étaient aussi employés. Actuellement, la chaîne et la trame sont toujours en coton (sauf pour certains tapis nomades entièrement en laine), car celui-ci est plus solide et résistant et il permet une meilleure tenue du tapis.

### Les colorants

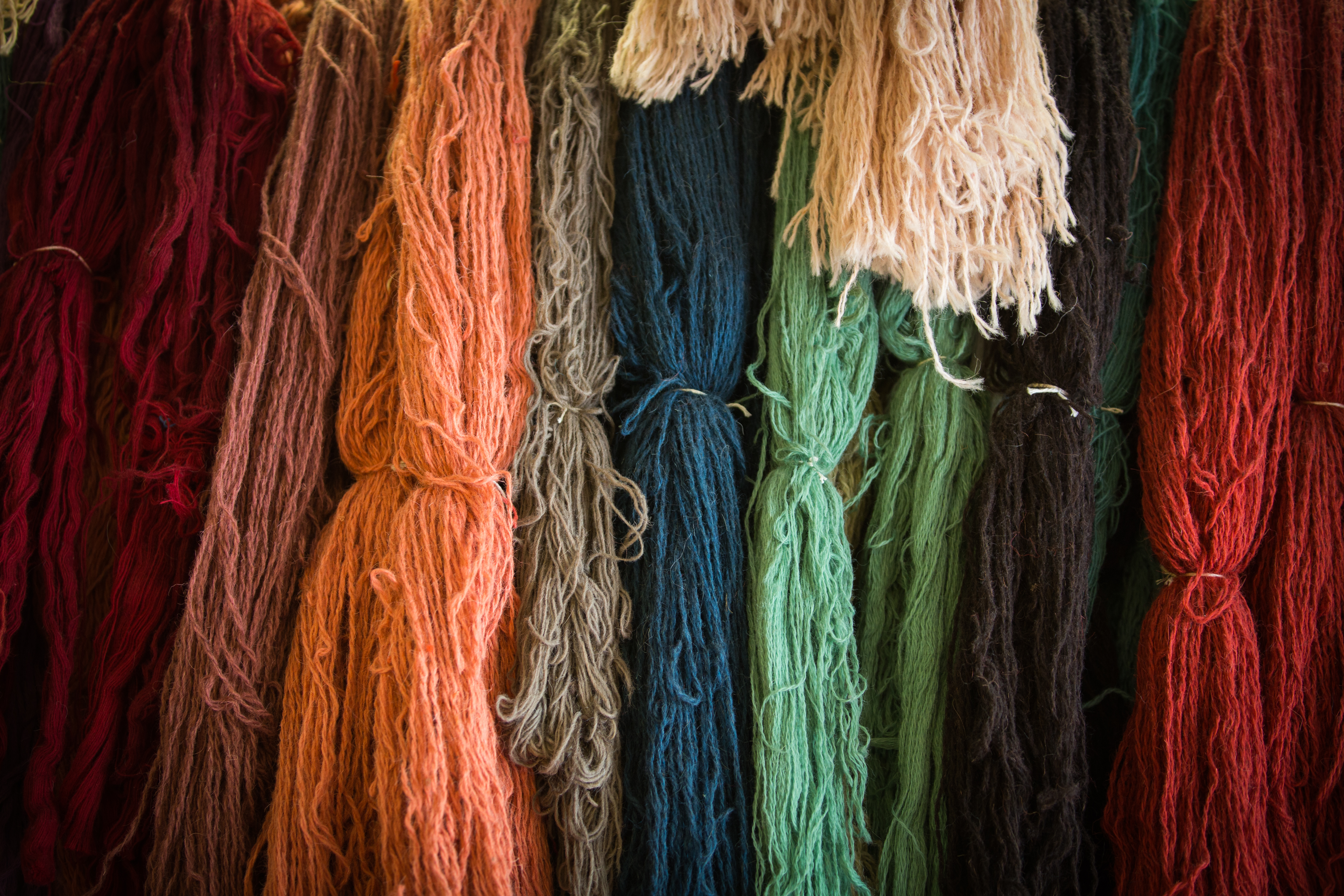
Écheveaux de laine.

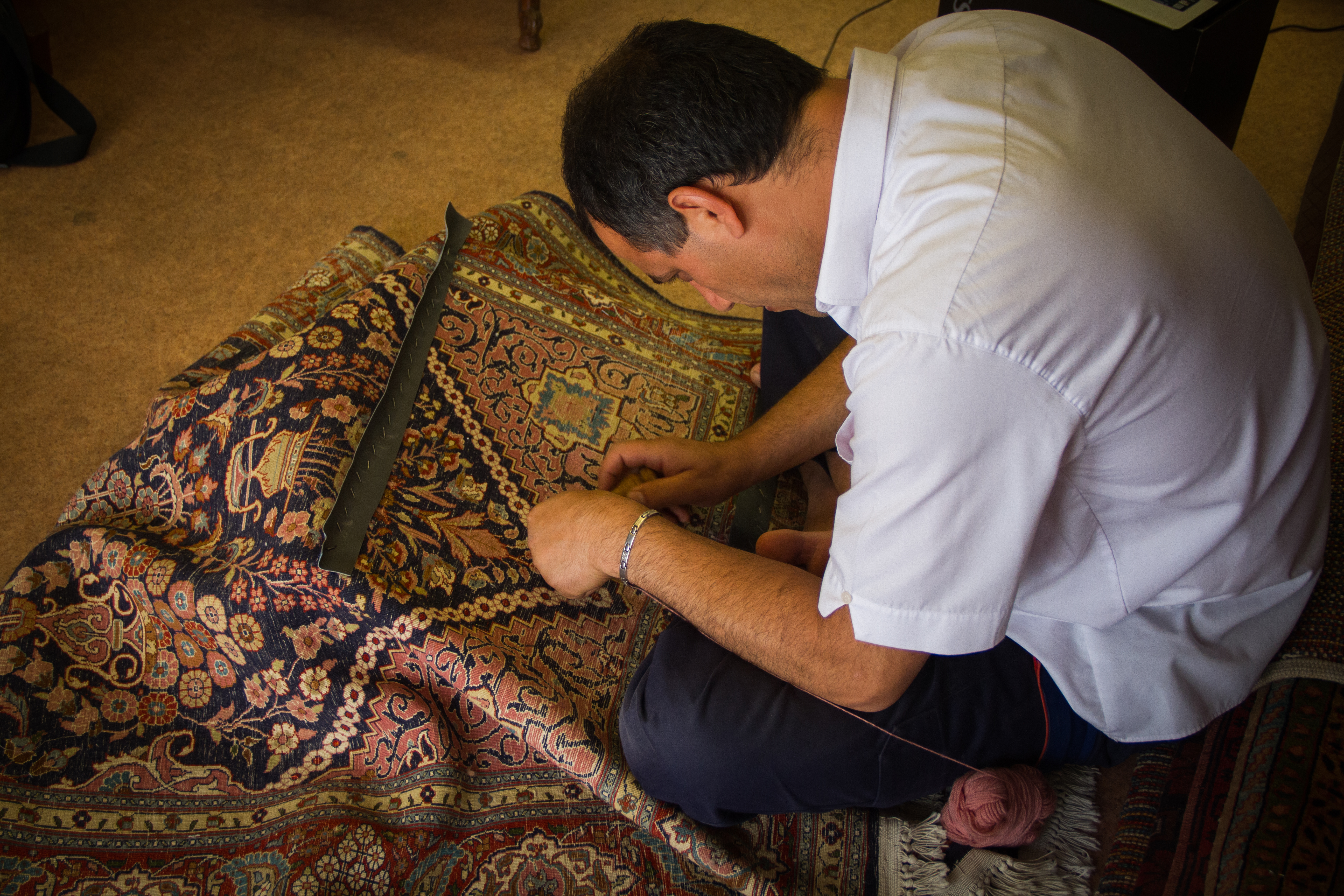
Restauration d’un tapis ancien.

La palette très variée des tapis persans est en grande partie responsable de leur renom.
La laine à teindre est d'abord déposée dans un bain concentré d'alun qui fait office de « mordant ». Puis elle est mise en teinture dans un bain colorant, et enfin mise à sécher au soleil.
Avant l'apparition des colorants synthétiques (découverte de l'aniline en 1856 et apparition des colorants en Perse à la fin du XIXe siècle), les teinturiers utilisaient uniquement des colorants naturels, provenant de substances végétales. Parmi les colorants employés :
- Le rouge donné par la racine de garance, poussant à l'état sauvage dans une grande partie de l'Iran.
- Les feuilles de l'indigo donnaient du bleu, qui pouvait être très foncé, presque noir.
- Les feuilles de vigne donnaient les jaunes, qui étaient aussi obtenus à l'aide du safran (couleur plus délicate), cultivé dans le Khorasan.
- Le vert est obtenu en mélangeant du bleu et du jaune avec du sulfate de cuivre.
- Les couleurs naturelles de la laine fournissent les gris et le marron, qu'on peut aussi obtenir avec du brou de noix.
- On emploie la laine naturelle de mouton ou le poil de chameau noir pour la couleur noire, pour laquelle l'oxyde de fer contenu dans la noix de galle est aussi utilisé.

Aujourd'hui, la plupart des teinturiers utilisent des colorants synthétiques (sauf parmi les nomades, qui utilisent encore les couleurs naturelles), un grand nombre d'entre eux étant des colorants au chrome, qui présente des avantages par rapport à l'aniline et a permis de baisser les coûts.
Sur certains tapis, et à certains endroits ou sur le fond, il est possible que la teinte change. Cette modification de couleur s'appelle abrash. C'est la preuve que le tapis a été teint avec des colorants végétaux.

### La chaîne et la trame

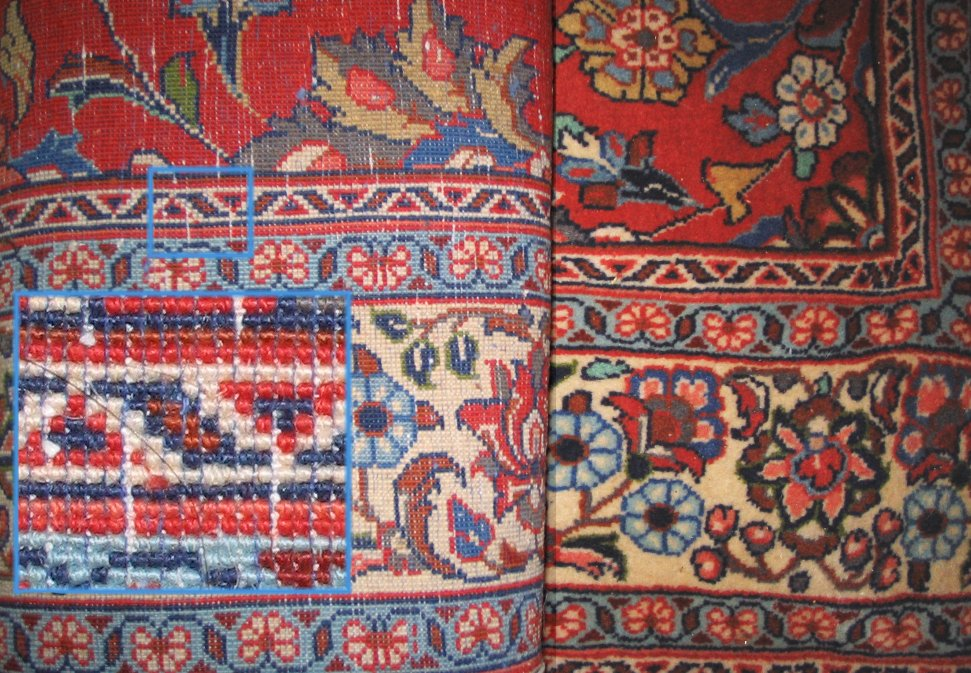
Photo du recto et du verso d'un tapis persan. On peut apercevoir le fils de trame blanc entre les nœuds.

La chaîne est l'ensemble des fils verticaux tendus entre les deux extrémités du métier. Les franges des tapis sont les extrémités des fils de chaîne.
La trame est formée d'un ou plusieurs fils transversaux (généralement deux, l'un lâche et l'autre tendu), disposés entre deux rangées de nœuds. La trame sert à resserrer les nœuds en rangées parallèles et assure la solidité du tapis. La trame est tassée au moyen d'un peigne spécial (voir photo plus haut).

### Les nœuds

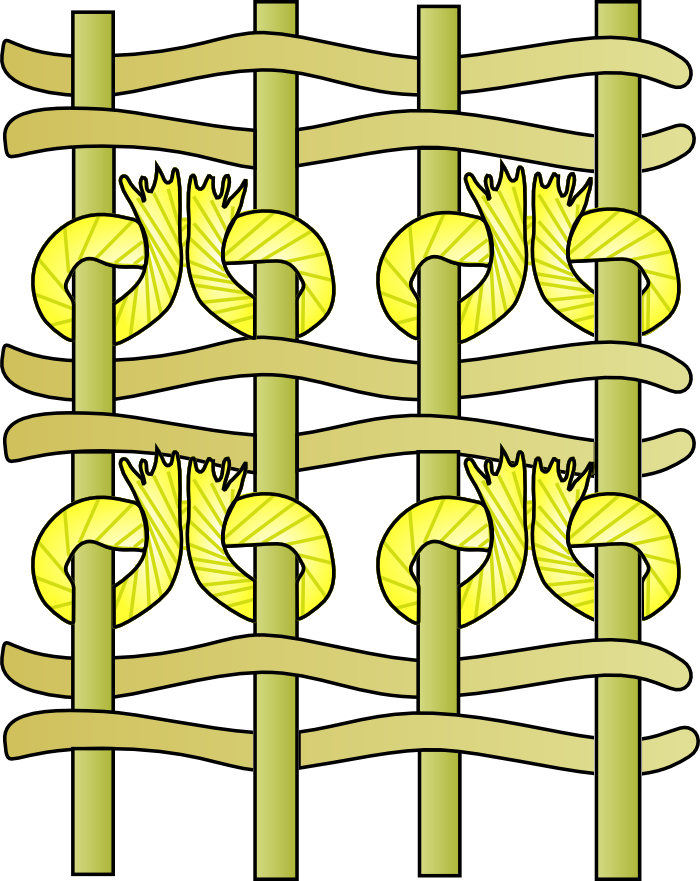
Turkbâf

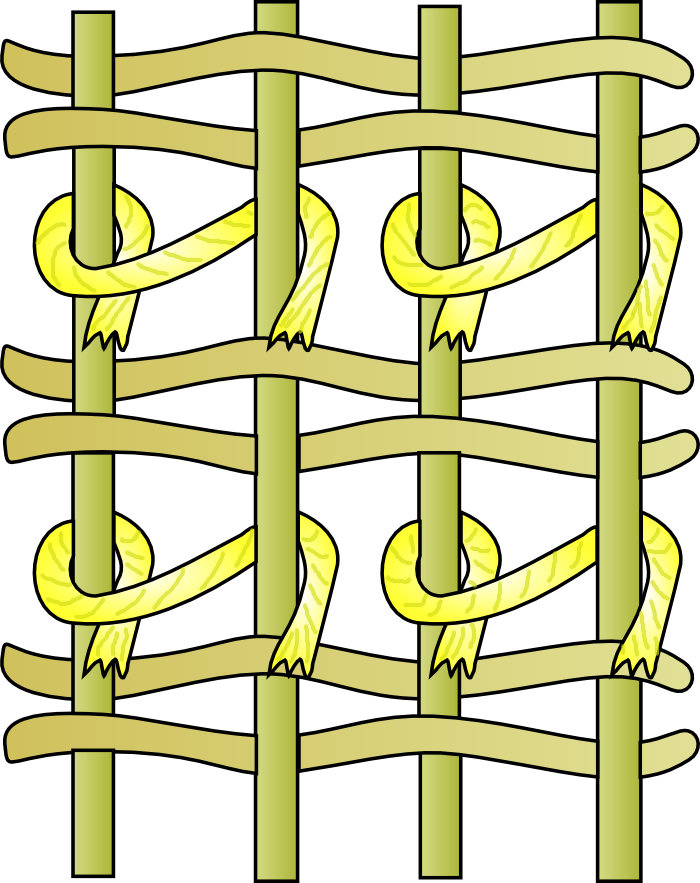
Farsbâf

Il existe deux types de nœud : le ghiordes ou turkbâf et le senneh, ou farsbâf. Le turkbâf est utilisé essentiellement en Turquie et dans le Caucase. Le farsbâf (fars signifiant « persan) » est surtout utilisé en Perse.
Dans le turkbâf, le brin de laine est enroulé autour de deux fils de chaîne de façon à former un tour complet autour de chacun des deux fils de chaînes. Les extrémités du brin ressortent entre les deux fils (voir dessin ci-contre).
Dans le farsbâf, le brin de laine ne forme un tour complet qu'autour d'un des deux fils de chaîne.
Certains artisans, voulant gagner du temps (mais la qualité du tapis s'en trouve diminuée) nouent les brins de laine sur deux fils de chaîne. Les nœuds sont alors appelés turkbâf jofti ou farsbâf jofti.
L'artisan commence toujours par tisser une lisière en bas du tapis. Une lisière est une bande serrée faite de plusieurs fils de trame qui empêchera le tapis de s'effilocher ou de voir les nœuds se relâcher. La lisère terminée, le nouage peut commencer. Chaque brin de laine est noué sur deux fils de chaîne contigus. Ce sont ces brins de laine qui formeront le « velours » du tapis. Lorsqu'un rang est terminé, l'artisan fait passer un fil de trame, tantôt devant, tantôt derrière chaque fil de chaîne. Après chaque nœud, l'artisan coupe le brin de laine à environ sept centimètres du nœud et il le tire vers le bas ; c'est ce qui déterminera le « sens » du tapis. En effet, une des caractéristiques du tapis persan est qu'il apparaît totalement différent selon l'angle de vue et l'incidence de la lumière.
Toutes les quatre ou six rangées, l'artisan effectue un premier rasage du velours. C'est seulement à la fin du nouage du tapis que la tranche de velours est égalisée. Si le tapis est très fin, il sera égalisé très ras. Au contraire, il sera plus haut pour un tapis dont la qualité du nouage est plus basse.
C'est la qualité du nouage qui fait la qualité et le prix d'un tapis persan. Un tapis de qualité moyenne compte 2 500 nœuds au décimètre carré, un tapis de basse qualité 500 nœuds au décimètre carré seulement. Un tapis d'excellente qualité peut compter jusqu'à 10 000 nœuds au décimètre carré.

### Les formats
- Ghali (littéralement « tapis ») : désigne les tapis de grande dimension, de plus de 190 × 280 cm.
- Dozar ou Sedjadeh : employés indifféremment. Le nom vient de do, « deux » et zar, une mesure persane correspondant à 105 cm environ. Ces tapis mesurent approximativement 130-140 centimètres de largeur pour 200-210 centimètres de longueur.
- Ghalitcheh : Tapis de même format que les précédents mais de qualité très fine.
- Kelleghi ou Kelley : tapis de format allongé, mesurant environ 150-200 × 300-600 cm. Ce tapis est traditionnellement réservé à être disposé en tête (kalleh signifie « tête » en persan) d'un tapis (ghali).
- Kenareh : format allongé aussi mais plus petits ; 80-120 × 250-600 cm. Il est traditionnellement positionné sur les côtés (kenār signifie « côté » en persan) d'un tapis plus grand.
- Zaronim : correspondant à un zar et demi. Ces tapis mesurent donc environ 150 cm de long.

### Conception et dessin
La réalisation du dessin ("naghcheh"), nommé carton en tapisserie française, est effectuée par un créateur dessinateur de tapis célèbre. Certains de ces artistes sont renommés pour leur style : Isa Bahadori (1905-1986), Ahmad Archang (1914-1990) ou le miniaturiste Rostam Shirazi (1919-2005). Ces dessins, une fois terminés et signés, sont achetés par le maître-tapissier qui les fait tisser dans ses ateliers. Le maître-tapissier peut quelquefois être le concepteur du dessin et faire exécuter ce dessin par un dessinateur. Le dessinateur lui soumet plusieurs esquisses qui feront l'objet de plusieurs modifications en fonction de leurs discussions. Certains maîtres-tapissiers peuvent aussi dessiner eux-mêmes le carton comme Akbar Mahdidi. Ce dernier est célèbre pour avoir inversé le style floral classique en abandonnant les fleurs stylisées pour les traiter avec le réalisme des planches des botanistes.
Les sources d'inspiration des dessinateurs sont nombreuses : monuments architecturaux, ouvrages d'art illustrés, motifs traditionnels, panneaux ornementaux, portes en bois travaillés…
Le dessin est toujours réalisé sur du papier quadrillé. L'expression « tapisserie à points comptés » tire son origine du fait que chaque carreau du papier quadrillé coïncide avec un nœud exécuté par le tisserand. Pour les ouvrages à gros points, le carton est à la même échelle que le tapis. Par exemple, pour 7 cm linéaires, on aura 42 nœuds (radj) soit 6 nœuds par centimètre linéaire. Chaque nœud occupera un carreau ou khaneh de 1,6 mm de côté. Pour les tapis d'une plus grande finesse, de 70 points pour 7 cm linéaires, chaque nœud occupe un carreau d'un millimètre de côté. Le dessinateur est donc contraint de procéder à un agrandissement avec un carton deux fois plus grand que le tapis. Le tisserand doit suivre la carton carreau par carreau pour exécuter les nœuds. Le dessinateur emploie un crayon à mine. Si le modèle est asymétrique, un dessin complet est nécessaire. Si le modèle est symétrique, la moitié du dessin est réalisée car l'autre moitié est exécutée en transposant le carton de la gauche vers la droite par le tisserand. Les modèles à double symétrie, les plus nombreux, nécessitent de tracer juste un quart du dessin. Les dessins peuvent être coûteux, les plus onéreux étant ceux qui sont asymétriques. Leur signature peut même être incluse dans le dessin du tapis. Le maître-tapissier compose sa propre gamme de couleurs sur le dessin en noir et blanc. Il respecte des règles ancestrales pour juxtaposer les couleurs.
Le dessin, une fois colorié est découpé en bandes de 15 à 20 cm de haut, d'environ 60 cm de large, collées sur de fines planches de contreplaqué appelées « planchettes d'exécution ». Elles correspondent au « carton » utilisé en tapisserie. Chaque plage coloriée est séparée des éléments voisins par un trait continu du crayon qui dans le tissage est décomposé en une suite de points formant une ligne brisée. Chaque point devient un nœud. Sur la planchette, les traits du contour des dessins sont transcrits en un tracé au pinceau, suite de pointillés de couleur qui tranche sur celles des motifs voisins. Les planchettes sont vernies pour fixer le dessin et les couleurs. Les planchettes distribuées aux ouvrières sont ensuite archivées dans une pièce spéciale à l'abri de la lumière et de la poussière. Lorsque les couleurs du dessin sont choisies, il faut choisir entre les différents tons des écheveaux de laine et de soie parmi le nuancier du maître-tapissier.
Le maître-tapissier achète ses écheveaux de laine et de soie et procède à leur teinture dans ses propres ateliers. La production de laine iranienne de haute qualité étant en baisse et coûteuse, les tapissiers privilégient les laines provenant d'Australie ou de Corée. La confection de tapis pouvant s'étendre sur plusieurs années, l'approvisionnement en laines et soies de couleurs homogènes c'est-à-dire issues du même bain implique une organisation rigoureuse pour éviter les à-coups de production et donc les pertes.

### Travaux de finition

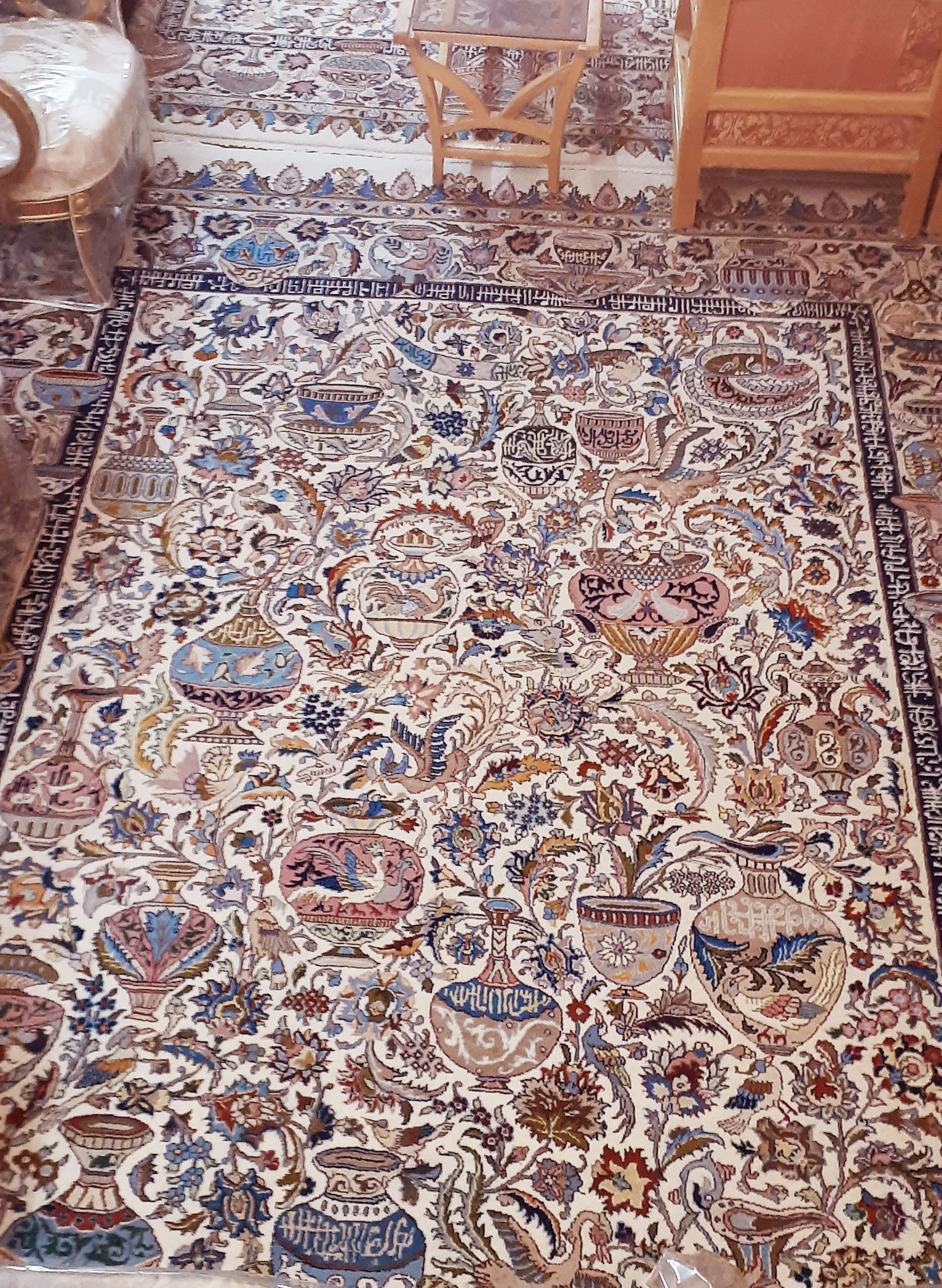
Tapis de Kachmar.

Le tissage d'un tapis peut durer des mois voire des années. Aussi, le tapis peut avoir subi quelques distorsions. Il est donc humidifié puis mis sous tension à l'intérieur d'un cadre en bois où il reste cloué pendant 24 ou 48 heures pour que le tapis puisse retrouver sa forme rectangulaire initiale.
Une personne est spécialement dédiée aux travaux de finition d'un tapis : le finisseur.
Le tapis est rasé de façon homogène. En effet, la surface du tapis n'est pas assez régulière même si l'ouvrière a progressivement égalisé avec ses ciseaux la longueur des brins. Le tapis est posé sur un grand établi. L'artisan égalise avec une tondeuse électrique à tête cylindrique le velours. Un système d'aspiration absorbe la fine poussière de laine et de soie. Ensuite, le tapis est étendu sur le sol. L'ouvrier avec une lame semi-circulaire aiguisée repasse sur les endroits où la tondeuse a laissé des imperfections.
Le tapis est ensuite lavé avec un mélange d'eau et de savon en poudre puis brossé. Pour parfaire le lissage et obtenir un état de surface uni, l'artisan va utiliser un fer en fonte chauffé au chalumeau et s'appuyer de tout son poids dessus.
Après le repassage, le tapis est traité à l'envers. L'artisan emploie un chalumeau pour brûler le duvet de laine ou de soie qui dépasse du dos des nœuds. Plus précisément, c'est la partie du brin qui contourne le fil postérieur de la chaîne qui est brûlé, le nœud se trouvant sur l'endroit du tapis. Le tapis est ensuite brossé pour qu'il retrouve sa couleur d'origine. Puis il est encore une fois lavé à l'eau et au savon, en surface puis étendu au soleil pour qu'il sèche pendant plusieurs heures.
Le finisseur rapproche par faisceaux de 3 ou 4 paires les extrémités libres des fils de chaîne qui dépassent de la bordure tissée et les noue sur elles-mêmes au ras du tissage pour former une frange sur toute la largeur du tapis.
Pour terminer, le finisseur coud une bande de similicuir de 3 cm de large à l'envers des 2 lisières latérales pour éviter qu'elles ne s'enroulent sur elles-mêmes et pour que le tapis repose entièrement sur le sol.

## Différence entre tapis anatolien et tapis persan
La différence entre les tapis anatoliens (turcs) et persans est largement une question de fabrication et de tradition dans l'emploi des motifs.
Typiquement, un tapis persan traditionnel est noué avec un nœud asymétrique (nœud persan ou senneh), alors que le tapis anatolien traditionnel est noué avec un double nœud symétrique (nœud turc ou ghiordes). Finalement, ce procédé de « nœud symétrique » utilisé dans le tapis traditionnel anatolien/turc donne une impression que l'image est plus construite par blocs en comparaison au tapis persan traditionnel à nœud simple dont le dessin est beaucoup plus fin. Le style traditionnel anatolien réduit aussi le nombre de nœuds au mètre carré. Ces facteurs ont contribué à créer la réputation ancienne et internationale de qualité des tapis persans.
Aujourd'hui, il est commun de voir des tapis tissés à la fois en Turquie ou en Iran utilisant l'un ou l'autre des styles. Quand on compare des tapis, la seule façon d'identifier le type de nœud utilisé est de plier le tapis contre lui-même et de regarder la base du nœud.

## Architecture d'un tapis
Comme un ouvrage d'architecture, le tapis est réalisé d'après un plan (appelé « carton »), qui indique la composition, l'agencement du décor et la disposition des motifs. Le carton est dessiné par un maître (ostad en persan), qui n'est pas forcément tapissier, mais peut être peintre. Le schéma d'un tapis reprend souvent celui d'une reliure de manuscrit, les deux arts étant intimement liés car leurs concepteurs sont souvent les mêmes peintres.
On distingue deux types : schémas orientés et non orientés.

### Parties d'un tapis

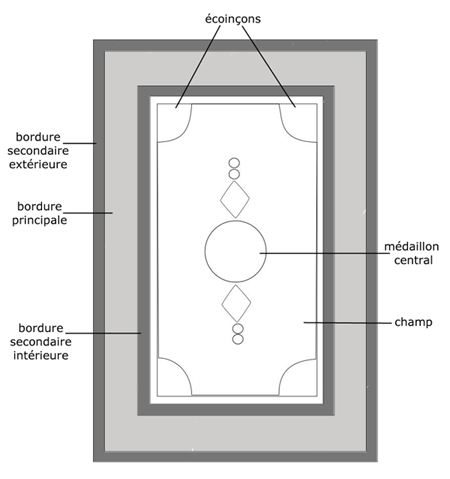
Les différentes parties d'un tapis persan.

Les différentes parties d'un tapis portent les noms suivants :
- Bordures secondaires : elles peuvent être intérieures ou extérieures (par rapport à la bordure principale) et sont plus ou moins nombreuses, plus ou moins étroites. les bordures extérieures sont parfois de couleur unie.
- Bordure principale : elle complète l'ornementation du tapis et donne un équilibre à l'ensemble.
- Champ : le champ est constitué de la partie interne du tapis, délimitée par les bordures d'encadrement.
- Écoinçons : les écoinçons sont formés par les angles du champ.
- Médaillon central : Les médaillons sont de formes diverses: circulaire, ogivale, étoilée ou polygonale. Ils peuvent être assortis de pendentifs.

### Schémas orientés
Ils sont dessinés autour d'un axe unique de symétrie et imposent un sens au tapis, qui ne peut être regardé que d'un seul point de vue. Les tapis figuratifs sont fréquemment conçus de cette façon. C'est aussi le cas des tapis de prière, qui possèdent un champ orné d'une niche appelée mihrab.

### Schémas non orientés
Ces tapis peuvent être regardés de n'importe quel point de vue car leurs dessins ne sont pas orientés. La décoration est formée soit de motifs continus, soit de motifs tous semblables répétés jusqu'à couvrir la totalité du champ.

### Schéma à motif centré
Ce type de tapis est aussi conçu pour être regardé de n'importe quel point de vue, mais sa composition possède un élément central dominant autour duquel on trouve des motifs secondaires.

## Décor

### Tapis à décor géométrique

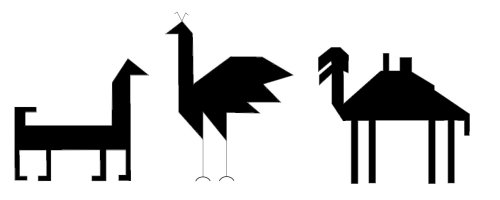
Motifs animaux d'inspiration géométrique: de g. à d. chien, coq, chameau.

Ils représentent le goût particulier d'un artisan ou les traditions d'une tribu.
Ces tapis sont décorés d'éléments linéaires (traits verticaux, horizontaux et obliques). Le dessin est très simple et souvent formé par la répétition du même motif. Les dessins géométriques se trouvent le plus souvent dans les tapis des nomades, des petits villages d'Anatolie et du Caucase. Les motifs géométriques s'étant transmis de génération en génération, il est facile à l'œil exercé de reconnaître la tribu dont ils proviennent.

### Tapis à dessin curviligne ou floral
Ils sont le résultat d'une évolution qui a suivi celle de l'art islamique, auxquels ils appartiennent.
C'est à l'époque des Safavides et plus particulièrement à partir de Shah Tahmasp (1523-1576) que sont créés les premiers tapis à décors floraux, afin de satisfaire les goûts des Safavides. La différence entre les tapis des nomades et les tapis floraux est due au rôle du « maître » (ostad). C'est lui qui dessine le carton qui sera reproduit par les noueurs. Les dessins des tapis des nomades sont, eux, transmis par la tradition.

### Motifs

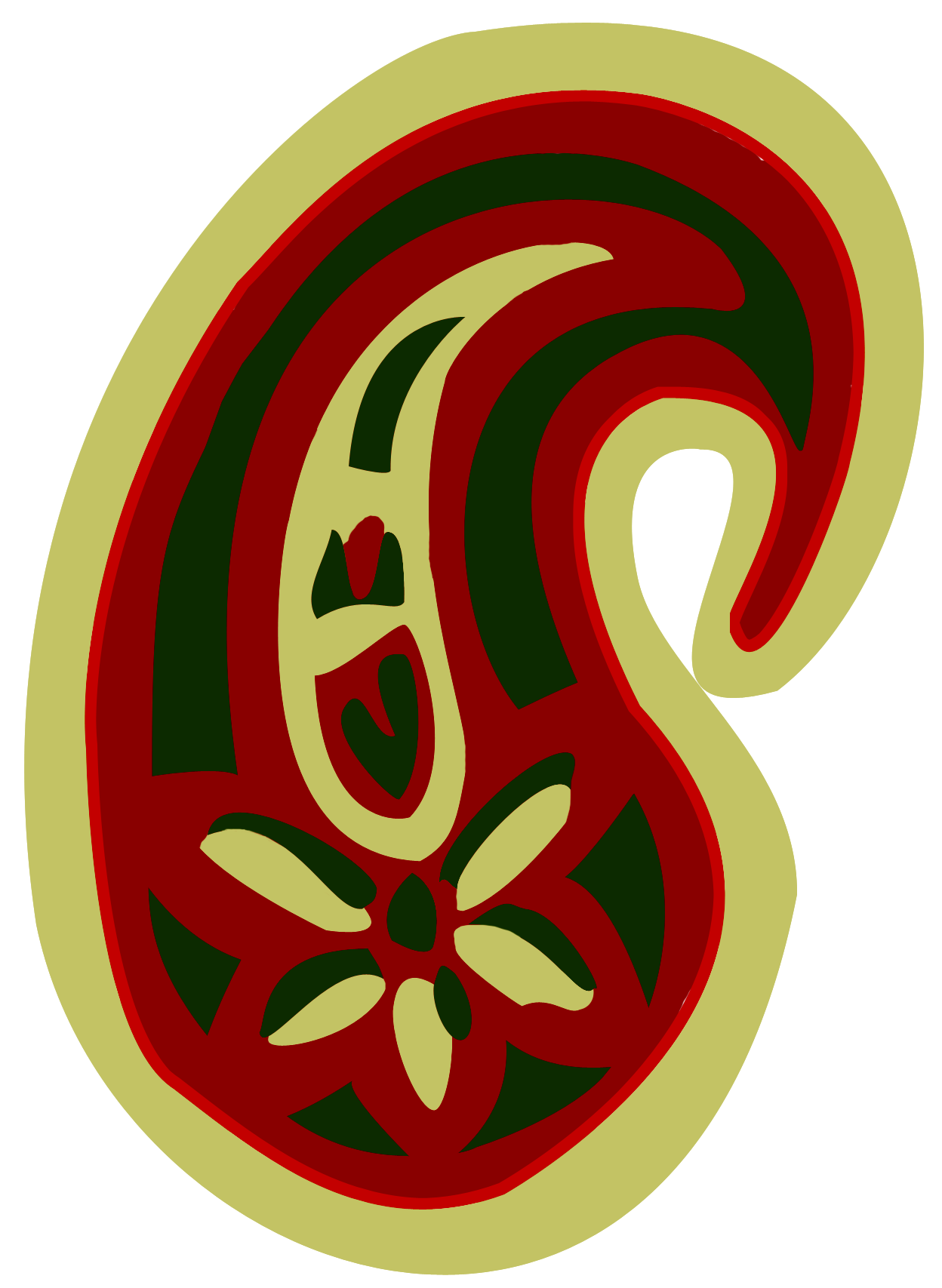
Le boteh, l'un des motifs les plus connus en Perse.

Les motifs de champ sont un dessin répété jusqu'à envahir toute la surface du champ. Les plus connus sont les suivants :
- le boteh : son dessin est en forme d'amande ou représente pour certains un cyprès. C'est le plus connu des motifs employés en Perse.
- le gol : mot persan signifiant « fleur ». Le motif est de forme octogonale.
- le motif hérati : motif composé d'une rosace centrale enfermée dans un losange. Les sommets du losange sont surmontés de rosaces plus petites.
- le joshagan : il est formé d'une succession de losanges ornés de fleurs stylisées.
- le Kharshiang : en persan, « crabe ». Motif inventé sous le règne de Shah Abbas.
- le minah khani : motif qui évoque un champ fleuri. Il est composé de quatre fleurs disposées de façon à dessiner un losange et d'une fleur plus petite au centre.
- le zil-e sultan : il est formé de deux vases superposés, ornés de rose et de branches fleuries. Parfois, des oiseaux sont posés sur le vase. Son origine est relativement récente (XIXe siècle).
- Chah Abbasi : sous ce nom est regroupée toute une série de dessins inventés sous le règne de Shah Abbas. Ce sont des décors à base de fleurs, inspiré de la fleur de lys.

Les motifs de bordure sont ceux qui ornent les bandes latérales du tapis. Les plus connus sont les suivants :
- le hérati de bordure : ils sont différents des hérati de champ. Ils se composent d'une alternance de rosaces et de fleurs, et de rameaux fleuris.
- le boteh de bordure : semblable au boteh de champ.
- la bordure coufique : elle porte ce nom à cause de sa ressemblance avec le style d'écriture du même nom. Ils sont toujours en blanc.
- la bordure à feuilles dentelées : elle est formée d'une succession de feuilles dentelées, disposées en biais.

Les motifs d'ornementation sont des dessins destinés à compléter le décor du champ et de la bordure. On y retrouve les motifs suivants :
- l'étoile à huit branches
- la rosace
- le svastika
- la croix grecque, entre autres celles à crochets.
- le motif dit du chien qui court.

Les inscriptions et les dates apparaissent sur la bordure de certains tapis et sont des inscriptions diverses : versets du Coran, vers, dédicaces, date de fabrication, mention du lieu de production.

### Symboles et signification

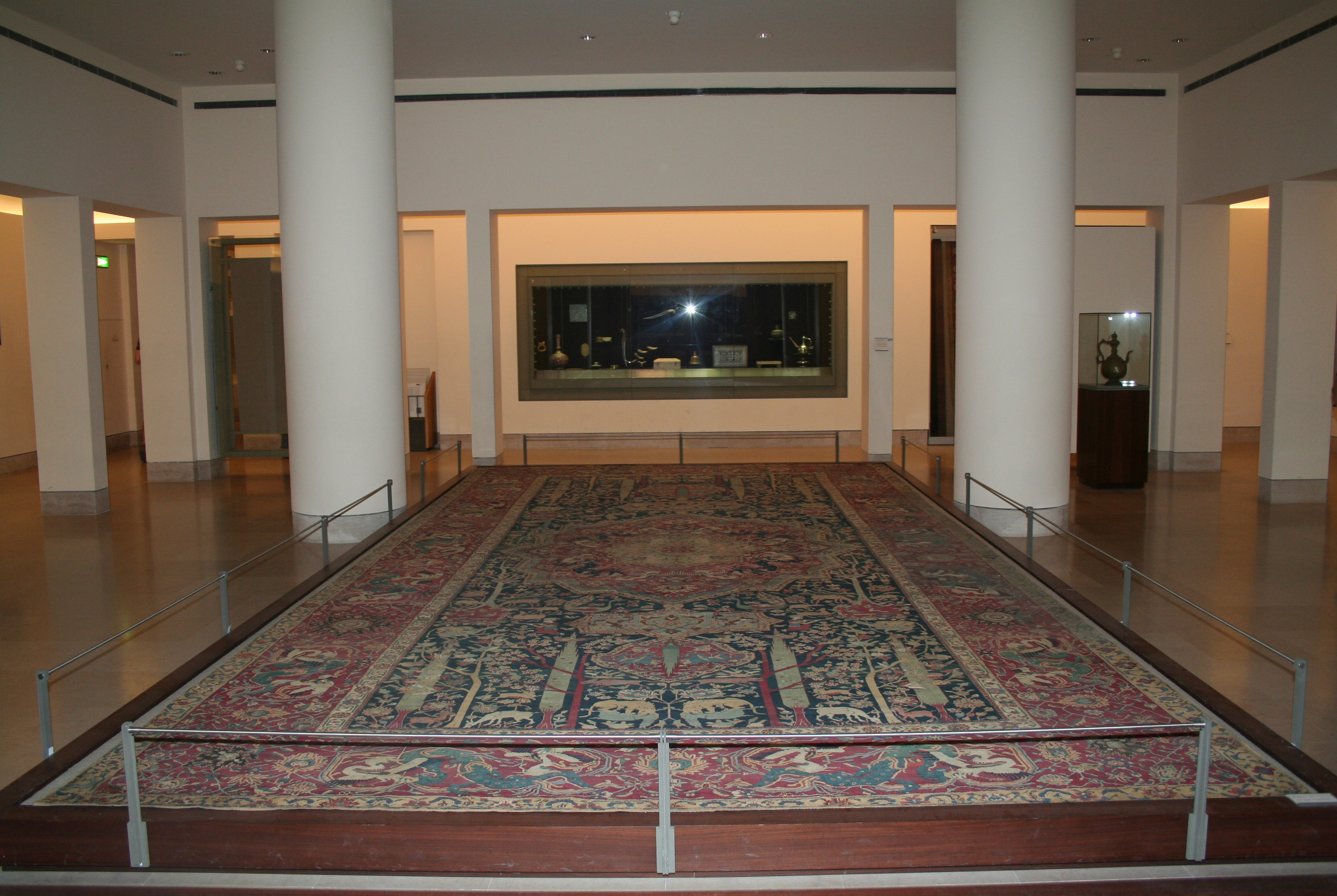
Vieux tapis persan au Musée du Louvre.

Le tapis a toujours rempli en Orient une double fonction, pratique et symbolique, dont le sens se perd parfois aujourd'hui. Il constitue un espace magique où les bordures représentent les éléments terrestres érigés en défenseurs du champ, habité par la sphère de l'univers et du divin
Un des décors les plus courants est l'arbre, arbre de vie représentant la fertilité, la continuité et servant de lien entre le sous-sol, la terre et le divin. Ce motif largement anté-islamique est souvent représenté dans les tapis de prière persans.
Les nuages, qui sous forme très stylisée peuvent être transformés en trèfles, symbolisent la communication avec le divin et la protection divine.
Le médaillon central représente quant à lui le soleil, le divin, le surnaturel. Dans certains tapis, les écoinçons reprennent les motifs du médaillon central ; ces quatre éléments revêtent alors la signification de portes d'approche et de protection du centre divin.
Le jardin, qui est associé au paradis (le mot dérive en effet du vieux-persan pairideieza qui signifie « jardin », « enclos », qui a donné pardis en persan) donne lieu à un type de composition qui apparaît dès le XVIIe siècle en Perse afin d'imiter les jardins des shah, divisés en parcelles rectangulaires ou carrées par des allées et des canaux d'irrigation (chahar bagh).
On peut trouver aussi des tapis à thème cynégétique : la chasse est une activité prisée des Shah, requérant adresse, force et connaissance de la nature. Ce thème est également lié au paradis et aux activités spirituelles, puisque la chasse se déroule souvent dans une nature qui peut rappeler les jardins du paradis. Le tapis de Mantes, daté de la deuxième moitié du XVIe siècle et conservé au musée du Louvre est à ce titre exemplaire.

## Centre traditionnels de production de tapis en Iran (Perse)
Les centres de production classiques majeurs en Perse étaient à situés à Tabriz (1500-1550), Kashan (1525-1650), Herat (1525-1650), et Kerman (1600-1650).

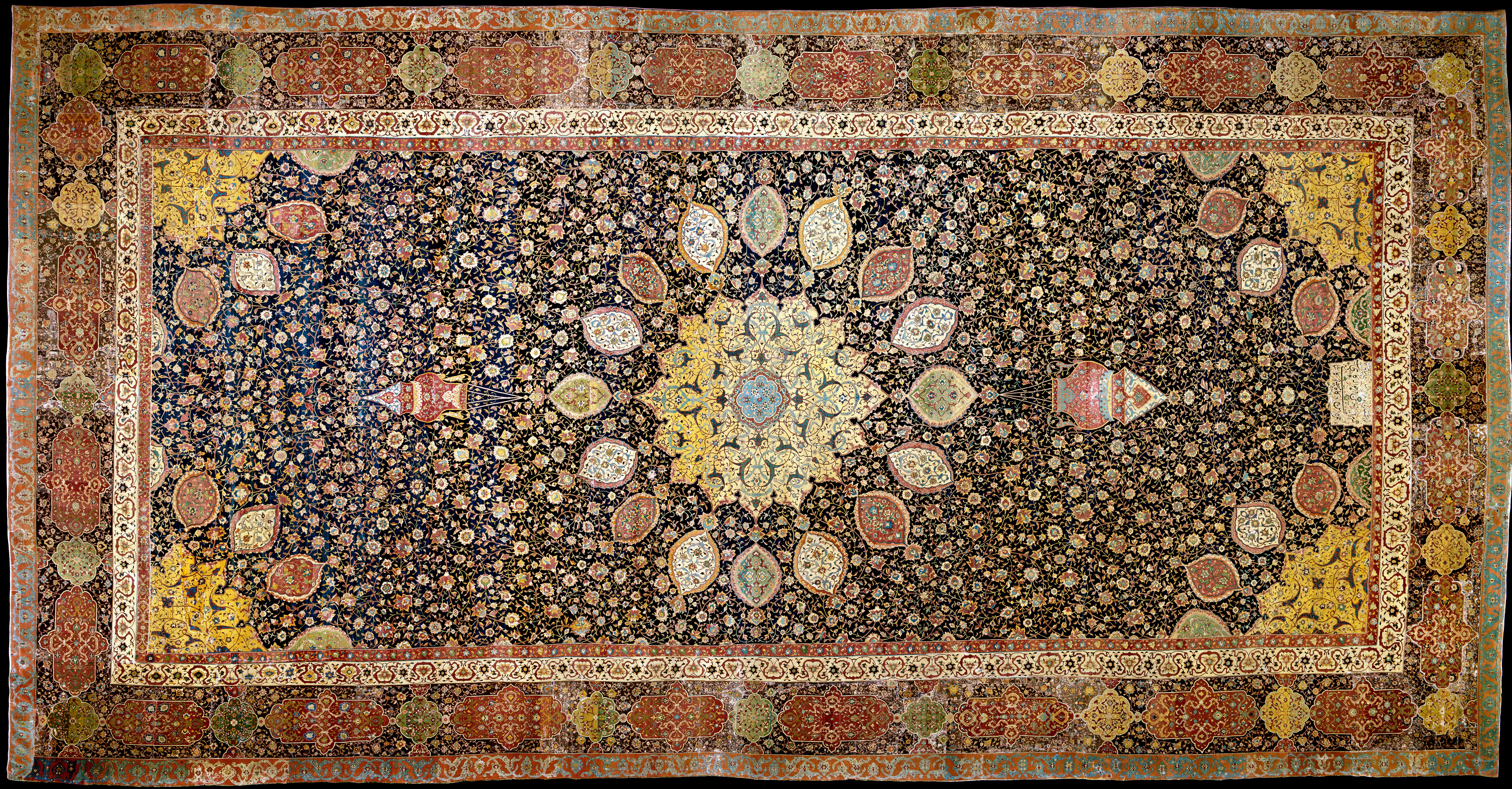
Le tapis d'Ardabil, connu comme étant le plus ancien tapis persan existant au monde, datant des années 1539-40. Une photo de Google Arts & Culture.

La majorité des tapis originaires de Tabriz ont un médaillon central et des quarts de médaillons dans les coins recouvrant une ornementation faite d'un champ de vignes entrelacés, parfois ponctués par des chasseurs à cheval, des animaux seuls ou des scènes de combat d'animaux. Les œuvres de Tabriz les plus connues sont peut-être les tapis jumeaux d'Ardabil — conservés aujourd'hui dans les collections du Victoria and Albert Museum à Londres et du Los Angeles County Museum.
Kashan est connu pour ses tapis de soie. Les œuvres le plus fameuses sont les trois tapis de soie représentant des scènes de chasse avec des chasseurs à cheval et leurs proies animales qui sont de véritables chefs-d'œuvre, conservés dans les collections du Musée d'arts appliqués de Vienne (ou MAK), au musée des beaux-arts de Boston, et au Musée de Stockholm. Les tapis de Kashan sont parmi les plus recherchés. En 1969, un tapis s'est par exemple vendu en Allemagne pour 20 000 dollars US.
Les tapis de Herat, ou ceux au dessin similaire créés à Lahore et Âgrâ en Inde, sont les plus nombreux dans les collections occidentales. Ils se caractérisent par un champ rouge de pieds de vigne entrelacés et des palmettes vert foncé ou des bordures bleues.
Les sept classes de tapis de Kerman ont été définies par May Beattie. Elle a identifié leur structure unique et l'a appelée « technique du vase ». Les types de tapis dans ce groupe incluent les tapis jardin (ornés de jardins formels et de canaux d'eau courante) et les tapis au treillis en ovale. Un exemple très connu et parfait de ce dernier type a été acheté par le Victoria and Albert Museum sous les conseils de William Morris. L'influence des tapis persans est flagrante dans les dessins des tapis que l'artiste britannique a lui-même dessinés.

### Types de tapis
Les vendeurs de tapis ont développé une classification des tapis persans basée sur le dessin, le type de fabrication et la technique de tissage. Les catégories ont été nommées d'après les villes et les régions associées à chaque type de motifs. La liste qui suit présente les principaux types de tapis persans.
- Abadeh
- Ardabil
- Bakhtiari
- Beluch
- Bidjar
- Farahan
- Gabbeh
- Hamedan
- Heriz
- Ispahan
- Joshaghan
- Kashan
- Kerman
- Kilim (aussi appelé Gelim ou Kelim)
- Lorestan
- Mashhad
- Meshkin
- Nain
- Sarab
- Saraband
- Sarouk
- Senneh
- Shiraz
- Qom
- Tabriz
- Téhéran
- Veramin
- Yazd

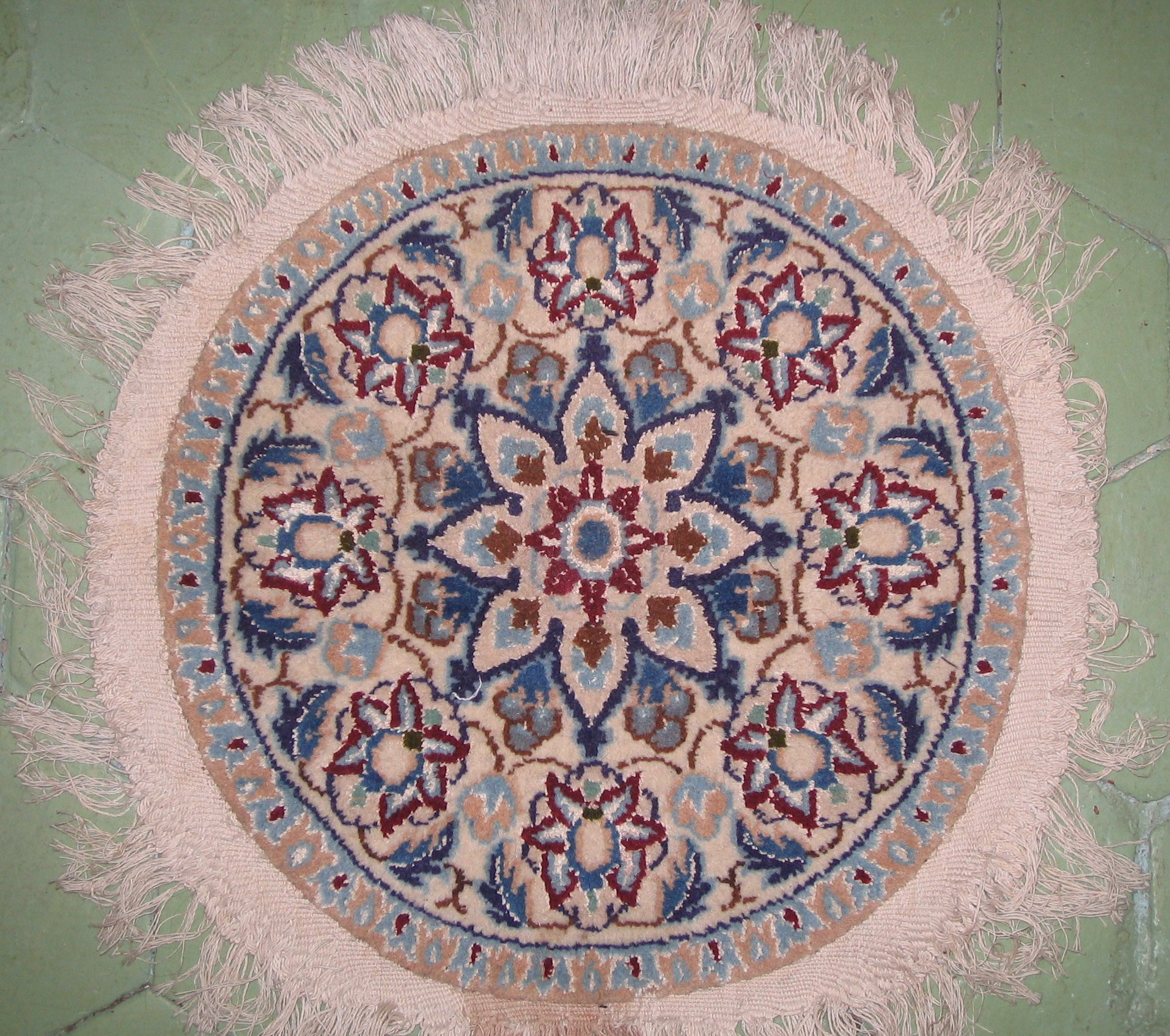
Tapis de Nain
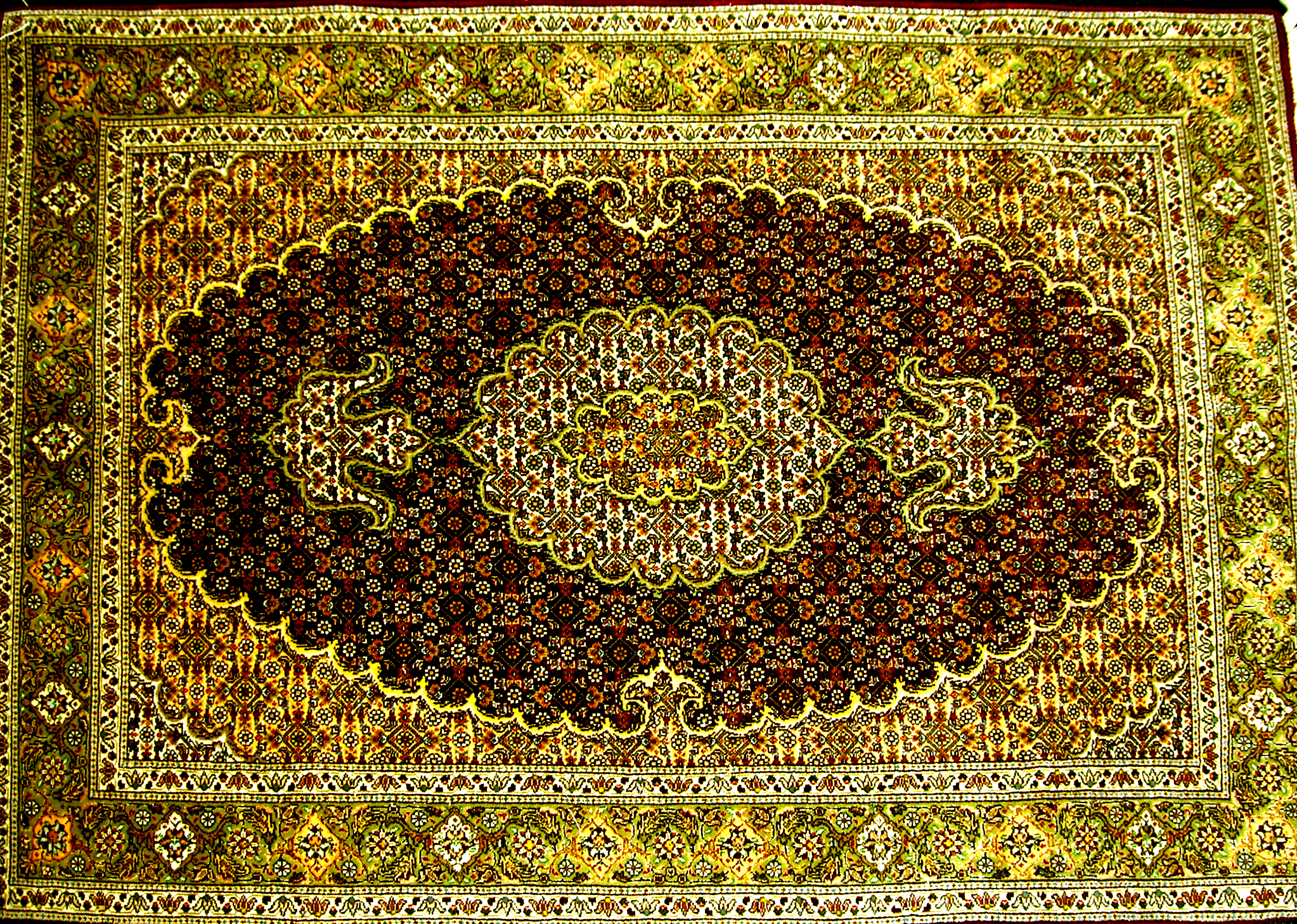
Tapis de Tabriz
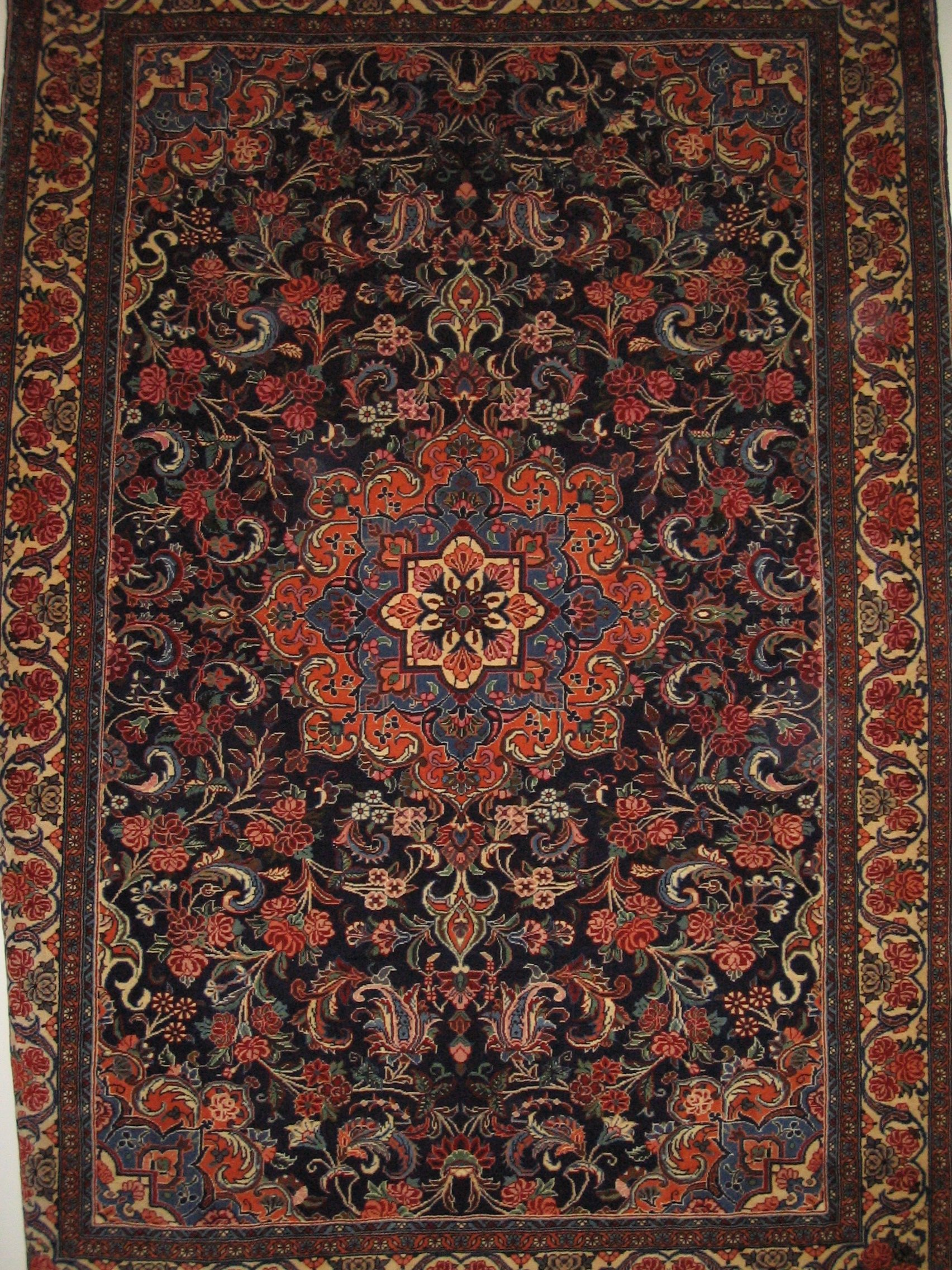
Tapis de Kashan
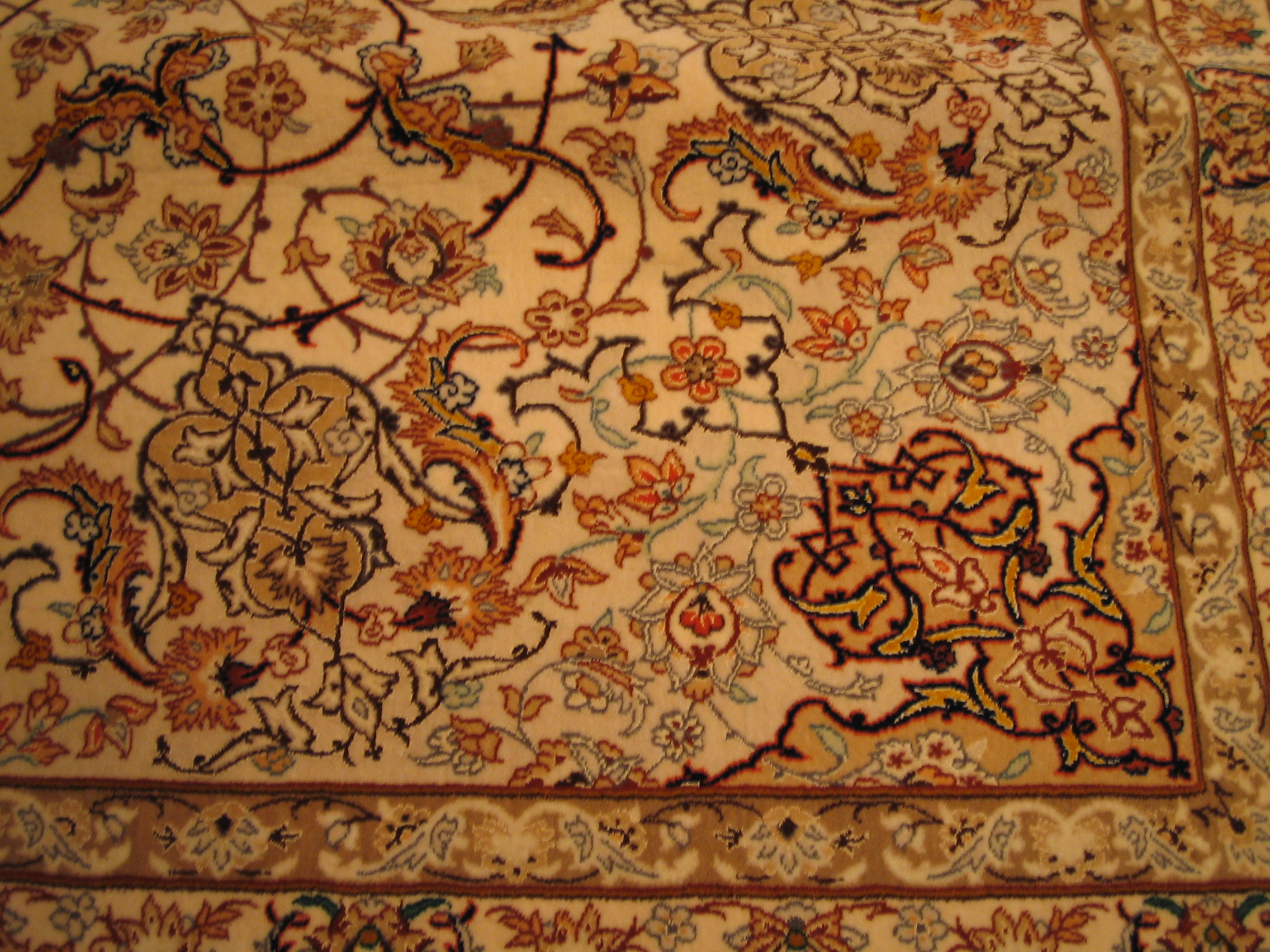
Détail du champ d'un tapis d'Ispahan
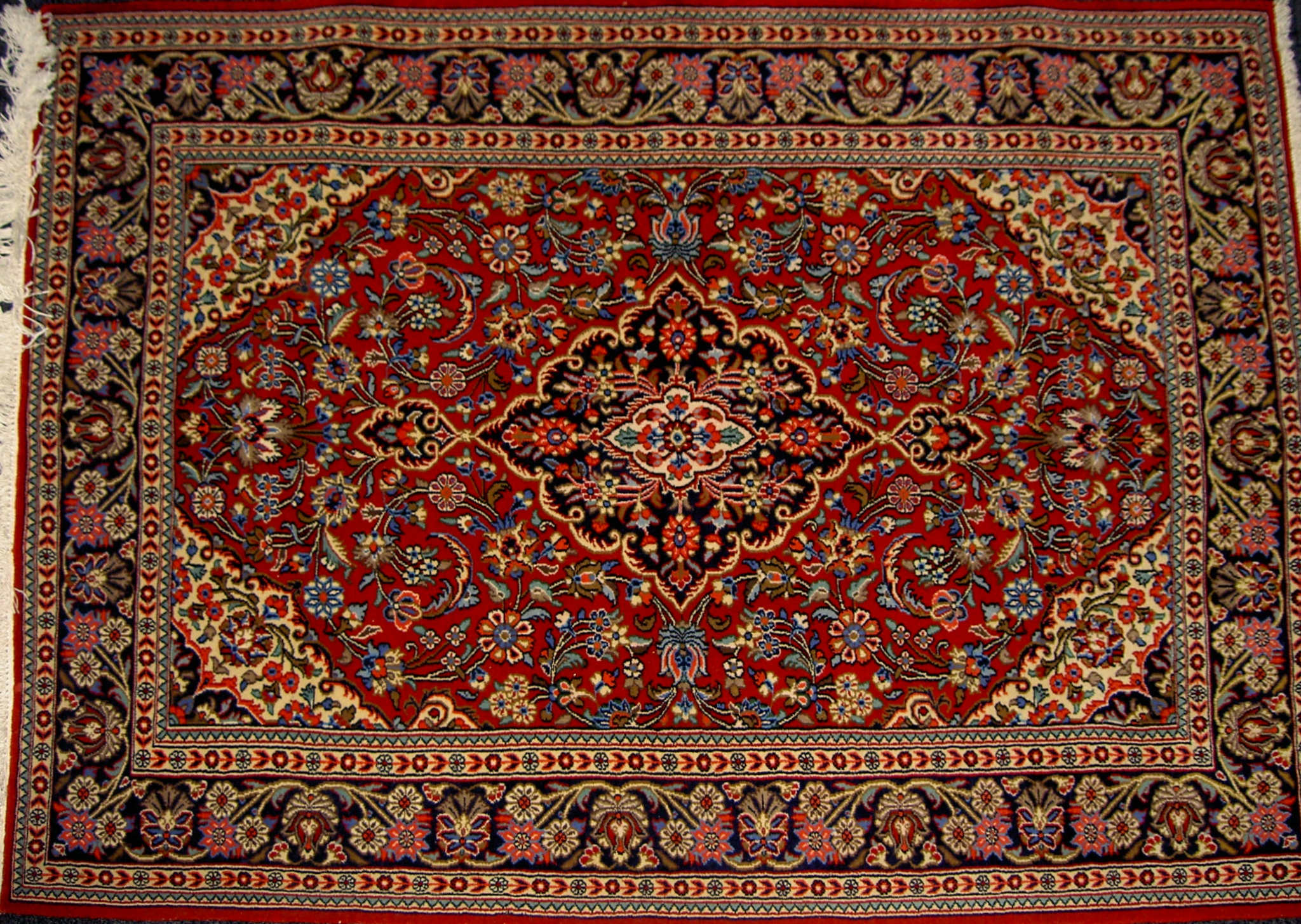
Tapis de Qom

### Sources
- Florencio del Niño Jesús, A Persia (1604-09). Peripecias de una embajada pontificia que fué a Persia a principios del Siglo XVII, Biblioteca Carmelitana-Teresiana de Misiones II, Pamplona, 1929.
- J.B.Tavernier, Les six voyages de J.B.Tavernier en Turquie, en Perse et aux Indes, 2 vols., Paris, 1676
- J. Chardin, Voyages du Chevalier Chardin en Perse, 4 vols., Amsterdam, 1735.
- M.Vārzi, Honar va san'at-e qālī dar Irān, Tehran, 1350/1971.
- Fabio Formenton, Le livre du tapis, Deux coqs d'or, Paris, 1982.
- M.H Beattie, Carpet of central Persia, Sheffield, 1976
- Arthur U. Pope et Phyllis Ackerman, A Survey of persian art, 1981
- Enza Milanesi, Le tapis, Gründ, 1999  (ISBN 2-7000-2223-8).
- Article Tapis de l'Encyclopaedia Iranica (en)